# RAIL WARS! -日本國有鉄道公安隊-
『RAIL WARS! -日本國有鉄道公安隊-』（レール・ウォーズ にほんこくゆうてつどうこうあんたい）は、豊田巧による日本のライトノベル。イラストはバーニア600が担当している。創芸社クリア文庫→Jノベルライト文庫（創芸社→実業之日本社）2012年1月から2020年12月まで刊行された。2014年8月時点で累計部数は60万部を突破している。また、続編にあたる『RAIL WARS! A』についても紹介する。

## 概要
日本國有鉄道（國鉄）が分割民営化されなかったパラレルワールドの日本を舞台に、OJT研修として鉄道公安隊に配属された高山直人ら4人の高校生と公安隊メンバーの活躍を描く作品である。
『ブレイドオンライン』（マッグガーデン）にて浅川圭司による漫画版『RAIL WARS! -日本國有鉄道公安隊- The Revolver』が2012年11月30日から 2015年2月16日まで連載された。また、ポニーキャニオンの漫画サイト「ぽにマガ」にて丸新による漫画版「RAIL WARS!FN」が2014年8月7日から2014年12月25日まで連載された。
テレビアニメが2014年7月から9月までTBS・BS-TBSほかで放送された。また、ゲーム化も企画され2014年5月に公式サイトが開設されたが、2016年1月28日に発売中止が発表された。
8巻から9巻の間に直人たち4人がアテラ国を訪問したことが9巻の随所に書かれており、その際のストーリーは当初『RAIL WARS! B-SIDE』（仮）として刊行予定であったが、2016年8月に13巻として正式に書籍化された。

## あらすじ
1巻
桐生鉄道高校に通う高山直人は、人気の高い國鉄の学生鉄道OJTに学校でただ一人選ばれる。しかし、配属されたのは希望した運転課ではなく鉄道公安隊だった。そして、直人は研修として向かった短縮講習で、男嫌いの桜井あおい、全身が筋肉でかためられた岩泉翔、常に勉強の成績がよい小海はるかと出会う。講習が終わってから4人は東京中央鉄道公安室・第四警戒班（警四）に配属される。そして、四人は駅で起きる事件やテロ組織RJなどに立ち向かうこととなる。
2巻
警四は、札幌での姉妹都市式典に参加のため来日するアテラ国の王子ベルニナの警護を依頼される。現地までは寝台特急北斗星で向かうこととなるが、それにあおいが乗り遅れる。そんな中、ベルニナが襲撃される。その後あおいが合流するもはるかが人質に取られてしまう。その後犯人を制圧しはるかを救出するが機関車内で銃撃戦が行われたためブレーキ関係の機器が破損し、列車は暴走してしまう。
3巻・4巻
警四は東京駅での発砲や北斗星での乱闘があったため、4人は追加訓練として高度教育研修を受けることになる。ところが、研修前に、直人は本当は運転手を目指していることを口にしてしまい、チーム内（特にあおいとの間）に不穏な空気が流れる。この影響で、4人はなかなか訓練で成果を挙げられずにいた。そんななか、4人はRJから脱走してきた木原を保護し、さらに移植用の肝臓を届けるために協力して碓氷峠を下ることで再び結束を高めた。
研修終了後、RJは関東の火力発電所の同時爆破予告を行う。24時間以内に爆弾を処理しなければならなくなるが、デモンストレーションとして東京貨物ターミナルに停められていたタンク車がRJにより爆破される。対処のために東京中央鉄道公安室ははるかの記憶を頼りに爆発物を積んでいると思われる貨車の伝票から行先を調べあげ、発電所を爆破しようとしているRJの攻撃および爆発物処理に向かう。一方警四は待ち合わせに来なかった北上佳奈の捜索に向かった。そして、佳奈が監禁されていた水江町駅で爆破計画のリーダーである添田と戦闘になる。
5巻
警四は高千穂線に出る幽霊を退治するために急行「高千穂」に乗って高千穂に向かう。しかし地元住民は高千穂線を廃線にしようとする國鉄の関係者である警四に冷ややかな目を向けていた。幽霊の正体は地元住民の若者が終列車後の高千穂線に走らせていた幽霊列車に見せかけた軌陸車だったが、犯人が逮捕されたことに怒った住民は警四を取り囲み高千穂駅前でデモを行う。しかし警四の危機を知ったベルニナが介入し、デモ隊の説得に乗り出す。
6巻
國鉄はアイドルの鹿島乃亜を一週間公安隊長に任命する。東京駅で乃亜が襲撃された後、警四は白浜で行われるライブで乃亜を警護するショーを行うことになる。しかし泊まるはずだった別荘で乃亜のマネージャーである砂原が何者かに襲われ倒れており、その後直人も怪我を負わされ乃亜やはるかとともに山の中をさまようことになる。夜が明けて紀勢本線のトンネル付近で直人らはRJの手先ではるかの命を狙っていたイベント係長の千歳健太郎と鉢合わせする。あおいが列車（くろしお）の中から千歳の持っていた銃を撃ち落としその場は切り抜けるが、千歳はそのまま逃亡する。
7巻
警四は公安機動隊とともにRJの拠点攻撃に向かうが、RJの拠点が火炎瓶の誘爆により炎上したため、警四は鶴見線周辺で聞き込みすることになる。そんな中国道駅近くでたまたま入った旅行会社が偽造切符を販売しており、一緒に拠点攻撃に向かった氷見文絵とともに犯人を追跡することになる。無人になった事務所で偽造切符の発送元を調べ発行場所を突き止めた5人は、偽造切符が印刷されていた倉賀野貨物駅に向かう。
8巻
直人は高千穂で知り合った桃世から、会津で経営する祖母に強引にお見合いさせられそうになっているので、彼氏を演じて祖母のお見合い話を円満にかわしてほしいと懇願される。旅費は桃世の母が支払うため、直人は警四のあおい・はるか・翔のほか、学友のまりを助っ人として同伴させて、会津に向かった。だが、桃世の祖母は一筋縄ではいかない曲者で、鉄道関係者の直人に対しても快くは思っていない。祖母の説得が難航すると考えた二人は、直人の滞在時における行動を見てもらうことにした。その頃、高山たちと同じ公安隊研修生の氷見がRJを追跡して、会津入りしていた。その後直人たちは氷見に協力することになる。
9巻
ある日直人たち警四は、五能に乃亜を本物の鉄道公安員にするための教官に指名される。急なことに戸惑いながらもそれぞれの得意分野（あおいの射撃・はるかの知識・翔の運動・直人の教え方）の教官を務めることで、乃亜の才能も有り2週間で短期講習を修了させる。
氷見がRJ追跡を続ける中、鉄道公安隊の上層部は彼女がRJの仲間ではないかと疑い始めた。上層部は直人に氷見のことについて聞き、氷見を参考人として連行する計画を立てる。そんな中、自分が疑われていることを知らない氷見が千歳の追跡を始めた。事情を勘案した直人は氷見の疑いを晴らすため、独自にあおいと追跡を始めた。氷見のことを快く思っていないあおいは「彼女はRJのスパイなんじゃないの」と冗談半分に言うが、高山に諫められる。
直人とあおいは途中で合流した氷見とともにRJを追い詰めるが、そこに氷見をRJだと疑う宇野が現れ、千歳との関係を氷見に問い詰める。しかし直人は宇野に「國鉄が氷見を疑うなら、自分は國鉄には就職しない」と言い返し、あおいも同調した。
宇野は直人とあおいの態度に怒るが、そこへ逃亡していた千歳が現れる。宇野は千歳に氷見との関係を問い詰めるが、千歳は氷見を知らないという。千歳が氷見をかばっているのだと思った宇野がさらに問い詰めると、逆上した千歳が攻撃してきた。その後飯田に指示されたはるかと翔が駆けつけ、千歳は地下の郵便鉄道を使い逃走する。しかし追跡する警四と先回りしていた五能により千歳は確保された。結局五能の計らいにより、氷見は疑いが晴れたばかりか千歳を検挙した功労者として査定が改善された。
10巻
直人はあおいが手に入れた國鉄リニアの試乗会のチケット（8巻を参照）であおいとともに試乗会に参加。しかしリニアはRJに国との交渉手段として乗っ取られ、あおいは人質に取られてしまう。直人は偶然乗り合わせたはるか・ベルニナ・乃亜とともに、あおいを救出し犯人を取り押さえるもリニアの暴走は止められずにいた。だが五能の機転によってリニアの電源を落とすことで多少軌道に被害を出しながらも停車させることに成功し、首相官邸に乗り込み國鉄の分割民営化の閣議決定を迫っていた士幌は切り札を失い逮捕された。
11巻
警四は、内部調査局からの依頼で捜索していた行方不明になった自衛隊所有の2編成の貨車（気動貨車）のうちの1本を発見するが、その貨車には自衛隊の無人攻撃機が搭載されており、貨車を盗み出した犯人のトラップにより誤って起動させてしまう。その場は何とか被害を出さずに済んだものの貨車は破壊されてしまった。その犯人が車内に残したジグソーパズルなどをヒントに、警四と氷見はもう1編成の貨車を探しに行く。
12巻
直人は南武本部長の依頼で、安中榛名の研修所にいる成田に荷物を届けるが、その荷物には謎があった。その後はるかと「新特急谷川7号」に乗って大沢を目指すが、その途中で雪崩に遭い新清水トンネル内で立ち往生してしまう。直人とはるかは土合駅で他の乗客とともに救助を待つが、後方確認に行った車掌や駅事務室に行った運転手が帰ってこないことを契機に、乗客同士が疑心暗鬼に陥っていく。
13巻
國鉄リニアの試乗会を1ヶ月後に控えた夏休みの最終週、直人たち警四のメンバーはアテラ国大使館で開催されたサマーパーティに招待されていた。その後ベルゲンに拉致され無理矢理アテラ国へ連れて行かれる。その道中のアルファ・オリエンタル・エクスプレス（ブダペスト - アテラ間）の中で直人たちはさらなる事件（ベルニナの誘拐）に巻き込まれる。
14巻
あおいがアメリカに滞在中、直人・はるか・翔の3人は九頭竜湖から北濃の未営業区間で試験走行を行う新型車両の警備を任された。直人は「やっと平和な業務につける」と喜ぶもそこへあおいが現れ、彼女を含めた警四はまたしても秘密と陰謀が錯綜する事件に巻き込まれてしまう。
15巻
直人とあおいは、余部鉄橋のラストイベントに向かう人気アイドルユニット「unoB」の警護の任務に就いていた。これは大宮交通博物館で行われたライブの際に「unoB」のメンバーである相模野々花が結婚宣言をしたことで脅迫状が送られてきたためだった。その任務中、乗車していた「あさしお5号」から野々花がいなくなる。
16巻
警四に珍しく「夜勤」の仕事が来た。金沢まで「急行能登」でRJの士幌を護送するというものだが、ここでも警四は事件に巻き込まれてしまう。
17巻
國鉄広報部に出向で、「特撮ヒーロースワローマン」のスーツアクターをしていた警四に緊急指令が下る。親友の自宅を見張りつつ、桜井のいうようにRJを追跡する。
18巻
五能率いる東京公安機動隊がRJの関西潜入を聞きつけ、最終決戦の地となる西日本へ向かう。一方、宇野の命令で高山たちはRJ目撃証言の信憑性を確定するため、東北へ向かう。
19巻
翔、手宮、千歳が行方不明な中、宇都宮では士幌を狙った銃弾に倒れた南武と飯田。
逮捕された士幌を釈放させるため、RJが製造した手製核爆弾を持って逃走した氷見。交換取引のために士幌の護送メンバーに指定された警四は、氷見の命令に従い寝台特急「さくら」に乗り込む。
20巻
宿敵RJとの長い戦いに幕を下ろした矢先、鉄道公安機動隊によるクーデターが起こった。五能隊長のクーデターを阻止するため、警四メンバーは特急しなので長野に向かう。
A1巻
国鉄に入社して数年あったある日、大輔は小海総裁から「第七遊撃班」責任者を拝命され、女性同僚2人とともに夜間急行「銀河」に乗車して大阪へ向かう。
A2巻
大輔、瞳、菜々は鉄道公安隊大阪局で爆破事故後の処理のため雑務をしていたが、爆破予告犯の相手をする事になり事件に巻き込まれてゆく。さらにメンバーの誰かが、国鉄主催のミスコンに参加する羽目になってしまう。
Exp　警四☆トロピカル戦線！
6巻のアナザーストーリー。乃亜がらみの白浜事件が終わり、高山、桜井、小海、翔は熱海の海岸警護を命じられる（6巻のアニメ化による再ストーリー化）。白浜と違い、緩そうなお仕事かと安心する高山だった。
Exp　人型重機は國鉄の夢を見るか？
13巻のアナザーストーリー。アテラでの激闘後、帰国して鉄道テクノロジー展の警備応援にきていた氷見と忘れ物センターで手伝いをしていた。そこで見つけた古いノートPCを氷見が調べてみると中にはAIが入っていたのだが、各国のスパイに狙われて奪われる。高山たちはそのノートPCを追う事になった。

## 登場人物
登場人物の名字はベルニナなどの外国人を除き国鉄（JR）の路線名（廃止された路線も含む）に由来する。

### 國鉄

#### 東京中央鉄道公安室第四警戒班（警四）
高山 直人（たかやま なおと）
声 - 福山潤
本作の主人公。桐生鉄道高校旅客輸送科の2年生。警四の班長代理に任命される。子供の頃から鉄道好きで、新幹線やリニアモーターカーの運転手と一生安泰の人生を目指し國鉄入社を志望する。学生鉄道OJTで「採算の取れない83の路線について廃止すべき」とするレポートを書いて國鉄に応募し、校内でただ一人選ばれるが、研修先として志望と異なる鉄道公安隊に配属されることになる。事なかれ主義ではあるが、ひとたび事が起これば振り回されつつも仲間とともに解決のために全力を尽くすなど、本質は責任感が強い。しかし、4巻でのテロ事件以降自らの職場をつぶそうとするRJと積極的に対峙していこうという姿勢に変わりつつある。また、氷見がRJの仲間ではないかと疑われた際も、所属は違うが同じ公安隊の仲間として氷見のことを信じていた。能力は平均程度だが、公安隊の各班長からは人の能力をうまく引き出すことができると評価されており、同時に周りの信頼や女性陣からの好意を得る結果に繋がっている。五能からも、短期講習の成績表で最高ランク評価「A」を付けた二人のうちの一人として高く評価されている。また、知らない話や聞かされていない話でも機転を利かせて相手に違和感を抱かせないように話を合わせることができる（ただし、この特技についての自覚はない）。自宅は高崎線沿線にある。
小学校3年の冬に秘境駅に行き、盲腸炎で倒れたところを除雪作業をしていたラッセル車に助けられた。このときから運転手を目指している。
ベルニナの秘密を知る数少ない一人。そのため、あおいやはるかから同性愛疑惑を持たれている。
アニメ版では自室内に鉄道模型のレイアウトを設置している。
桜井 あおい（さくらい あおい）
声 - 沼倉愛美
本作のヒロインの一人。桜花女子高校2年生。公安隊を志願した理由が「痴漢を射殺するため」であるほど大の男嫌い。体つきは華奢であるが、父親が警視庁の警察官で、娘も同じ道に進ませようと海外で射撃訓練を受けさせたり合気道などの格闘術を習わせたため銃器の扱いや格闘術に長けていて、配属前に行われた短期研修では座学とともにクラストップだった。しかしあおい自身は父の部下として働くことは嫌がっている。平穏な研修生活を望む直人とは裏腹に大事件が起こることを常に願い、常時護身用の拳銃（アニメではベレッタM92）を携帯している。そのことで度々直人と口論しているものの、同時に常に自分をどんな時でも信頼してくれている直人に好意を寄せている。ただし本人は直人に対して素直になれないでいる。
幼いころホームと列車の隙間に落ちたことがトラウマになっているため、深い隙間を苦手としており電車の乗り降りの際には思い切りジャンプをして飛び越えている。
痴漢でも射殺しようとすることから「東京駅の死神」の異名を持ち、痴漢以外にも東京中央郵便局の職員からも畏怖されている。名前は桜井線が由来になっている。
尊敬できるただ1人の人物として、五能瞳をあげている。そのため、「ポスト五能」と呼ばれると喜ぶ。
小海 はるか（こうみ はるか）
声 - 内田真礼
本作のヒロインの一人。白精華高校2年生。容姿端麗のグラマーで頭脳明晰。記憶力は東京駅に発着する全列車の時刻を全て暗記出来る程抜群だが、運動音痴で短期研修時の射撃訓練では間違って天井を撃って半泣きになるほど。祖父は元國鉄総裁というお嬢様で、アテラ国王子のベルニナとはイギリス留学時の知り合い。このためベルニナが来日した際には通訳として駆り出されることもある。父親は國鉄のことを嫌っているが、学生OJTへの参加は認めている。東京駅長の片町は祖父の知り合い。
幼いころ交通博物館内で誤って倉庫に閉じ込められたことがあり、その際偶然直人に助けられているため直人には好意を寄せている。このため、直人があおい以外の女の子と仲良くしていると、嫉妬から怒ったような態度になる。
知り合いが病気で臓器移植ができずに亡くなった苦い過去があるので、軽井沢で大糸に臓器移植のための臓器運搬の依頼をされた際には真っ先に志願しており、学力の高さを生かしてマニュアル解読と動力操作の担当をする。
岩泉 翔（いわいずみ しょう）
声 - 日野聡
桜堤高校2年生。典型的な脳筋で格闘好きのため体力試験でトップだったが、座学は常に追試や補修を受けていたほど学力は壊滅的。乱闘好きで常に防刃チョッキを着込み（防弾チョッキを着ることもある）、スタンガン付きの新型特殊警棒を2本常備している。公安隊配属時に支給された警棒は大宮駅での乱闘で曲がったため、父の骨董品である「天山義一・誠」を携帯している。
脳筋で勉強が苦手である一方、まりのことは乃亜と変わらないくらいの容姿と思っていたり、ぼんやりと聞いていたベルニナの遠まわしな告白を（ベルニナが女性だと知らないにも関わらず）察知するなど、女性方面に鋭い一面も見せている他、達筆である（ただし字の間違いが多いため書き直しも多い）など手先が器用で、（勉強を除き）現場の状況を把握できる洞察力と、それに応じ機転が利く判断力の持ち主でもある。直人については職務中は常に「班長代理」と呼称している。
軽井沢で直人に引き合わせてもらってから、まりと行動を共にすることが多い。
父親から様々な物や知識を受け継いでおり、その特殊性から直人に父親はかなり特殊な職業ではないかと疑われている。また5巻以降旅行時にはダッフルバッグに荷物を詰めている。
11巻では氷見と意気投合している。
18巻で貨物列車で千歳と乱闘した事によって貨物列車から川へ落下して千歳と共に行方不明となる。
飯田 奈々（いいだ なな）
声 - 堀江由衣
東京中央鉄道公安室・第四警戒班（警四）班長。口調はほんわかとしていることが多いが、まだ高校生の直人らを信用していて色々なことを任せている。東京公安機動隊隊長の五能瞳とは同期でかつては行動を共にしていた。研修時代に瞳と勝負をし、射撃や筆記などで何度も勝ったことがある。
直人に対して絶大な信頼を寄せており、班長代理に任命した。これは、あおいは体力と射撃は長けているが暴走気味、はるかは頭脳明晰だが体力がなく、翔は体力と格闘能力は秀でているが頭脳処理能力が伴わないためで、全てにおいて平均的にまとめ役をこなせる直人に白羽の矢を立てた。
瞳と違い全く出世する気がないため、何年もの間OJT研修の高校生しか配属されない第四警戒班の班長をやっている。
け〜よん
声 - 加隈亜衣（役名は「犬」）
東京駅爆破予告事件の時に、爆弾が取り付けてあったペットのケージの中にいたロングコートチワワ。はるかがこの子犬を気に入ったため事件後は警四で飼うことになった。ただし、直人や翔などの男性が近寄るとものすごい勢いで吠えるため、現在はあおい・はるか・飯田などの女性陣が世話をしている。鹿島乃亜とともに痴漢撲滅のポスターに起用されたため東京駅で働いている人にも人気があり、ペット用のシャンプーなどの差し入れもある。アニメでは、東京駅の爆破騒動こそあった為、それに関わる形で登場したが、その後は飼い主に返されたのか警四が飼うことなく「け〜よん」と名付けられることもなかった。

#### その他の國鉄職員
五能 瞳（ごのう ひとみ）
声 - 中原麻衣
東京公安機動隊隊長で暴徒やRJなどのテロリストの制圧には常に最前線に立つ。直人達の「OJT事前短期研修」の担当教官で彼らを厳しく指導した。
警四班長の奈々とは同期。このため奈々の依頼で警四のピンチに駆けつけ彼らの窮地を救うことも多い。また直人の班長代理としての統率力には一目置いている。
11巻の時点では、10巻の「國鉄レールジャック事件」での責任をとらされ正式な処分が決まるまでの間、官舎待機の謹慎処分となっている。
14巻の時点では、処分保留のままだが謹慎が解け、直人たちの任務に同行している。
貝塚 直樹（かいづか なおき）
東京公安機動隊副隊長。7巻でのRJ拠点攻撃の際には警四メンバーと氷見の参加した二個小隊を指揮している。11巻の時点では瞳が謹慎処分となっているため代わりに隊長代理として公安機動隊を率いている。
大湊 修（おおみなと おさむ）
声 - 中博史
東京中央鉄道公安室の室長。「問題を起こすな！」が口癖。「乃亜様〜！」と呼ぶほど鹿島乃亜の大ファンで、ファンクラブの会員番号は7番。
6巻での歓迎式の準備や9巻での短期研修終了後のコンサートを張り切って仕切るなど、鹿島乃亜のことになると意外に行動力のある人物。しかし本人と対面すると緊張のあまりよく噛んでしまう。
氷見 文絵（ひみ ふみえ）
直人らと同期で、横浜鉄道公安室・第二警戒班で学生鉄道OJT研修中。「OJT事前短期研修」時の格闘戦トーナメント決勝「アイアンガール血戦」の経緯もあり、あおいとは折り合いの悪い白銀の髪を持つクールビューティー。当初は取っ付きにくい部分を見せていたが、直人たちと行動を共にするようになってからは奈々にRJの独自の調査結果を報告するために東京駅の警四を訪れることもある。
研修時は、筆記は常にトップクラス、運動系はあおいに次ぐ2位だった。
ナイフ投げの名手で普段は万が一に備え複数のナイフを隠し持っているが、訓練や実戦時には縮めたままの伸縮式警棒で代用している。実は高所恐怖症。
また、あおいに似て事件を深く捜査したがるため、同じ横浜中央鉄道公安室第二警戒班（警二）メンバーで平穏無事に研修を終わらせたい福塩や新湊に煙たがられている。このため単独または警四とともに行動することが多い。また、細かい事件は福塩に揉み消されておりRJ絡みの事件に関わった場合のみ上層部に報告されるため、根岸副本部長や宇野部長にはRJの仲間ではないかと疑われていた。
前述の通り、あおいとは似た者同士であるため（RJ絡みなどで）よく衝突する。その反面、直人とは気が合う（直人による扱いがあおいに対してとは明らかに違い、配慮されることが多い）。はるかには、憧れもしくは畏怖されているところがあるが、翔とはあまり交流がない。ただし11巻では警四と行動を共にしていたことで翔と意気投合している。
アニメでは第1話の國鉄中央学園の教室内の場面でモブキャラとして登場しており、筆記テストの順位表にも4位に名前が掲載されている。
福塩 諸男（ふくえん もろお）
横浜鉄道公安室・第二警戒班で班長代理として学生鉄道OJT研修中の男子。父親が國鉄関係者であり、何事もなく研修を終わらせたチームから内定が決まると聞かされているため、氷見の持ち込んでくる厄介事をすべてもみ消している。
新湊 万葉（しんみなと まんよう）
横浜鉄道公安室・第二警戒班で学生鉄道OJT研修中の女子。福塩同様、氷見のことを疎ましく思っている。
成田 哲也（なりた てつや）
声 - 天田益男
榛名研修所での高度研修で、警四の教官をしていた。瞳や奈々の教官も務めたことがある。
14巻では瞳とともに直人たちの任務に同行している。
和歌山 純一（わかやま じゅんいち）
声 - 斎藤寛仁
鉄道公安隊軽井沢分室の公安隊員。EB42形軌道自転車「アプト君」の管理を行っていた。
片町 登（かたまち のぼる）
声 - 松山鷹志
東京駅駅長。はるかの祖父と知り合いであるため、はるかのことを「小海お嬢さん」と呼んでいる。
七尾 美穂（ななお みほ）
声 - 加隈亜衣
片町駅長の秘書の一人。
山田（やまだ）
声 - 斎藤寛仁
小説第2巻で事件の発生した「北斗星3号」に車掌として乗務していた人物で、かなりのベテラン。仙台鉄道管理局所属。列車の2時間遅延を笑ってやりすごすなど温和な性格である。
南武 誠（なんぶ まこと）
首都圏公安隊本部長。大湊の上司にあたる人物。警四のことを全面的に信頼し応援している。
若い頃は運転士だったが、上司の勧めもあって公安隊に応募し異動する。それが自らの適職となり、そのまま公安隊で生きる道を選んだ。
原作では、高山はある言葉を聞いて、小学校3年の冬に秘境駅で倒れたところを助けられたラッセル車の運転士であることに気づいている。
アニメ版では、南武と言う役名での登場こそないものの、原作における南武の初登場に相当する場面で、「男」と言う役名で登場し、高山が気付くきっかけになった言葉を発している。（ただし、原作と違い、高山が気付く描写は無い）この「男」が上記の運転士と同一人物であるとは明示されていないが、同じ声優が声を当てている。
根岸 勉（ねぎし つとむ）
首都圏公安隊副本部長。11巻では内部調査局局長も兼任しているがあまり内部調査局には顔を出していない。
18巻で本部長となる為に部下達に指示して士幌を射殺する際に誤射と見せかけて南武を暗殺しようとしたが、19巻で國鉄本社にて身柄を拘束された。
宇野（うの）
首都圏公安隊部長。9巻では内部調査局の暫定的な責任者となっている。11巻では人事異動で内部調査局の副局長（実質的責任者）となっている。
東金 成男（とうがね しげお）
本社総務本部・総務部部長。6巻で五能隊長・宇野部長とともに直人の面接の面接官を担当した。直人の第一印象はフライドチキン屋の前に立っている人形。
小浜（おばま）
東京中央鉄道公安室・第一捜査班班長。
奈良（なら）
東京中央鉄道公安室・第二捜査班班長。上京して20年以上になるが関西弁で話す。
長崎 賀男（ながさき よしお）
東京中央鉄道公安室・第三警備班班長。翔が大人になったような人物。
大崎（おおさき）
倉賀野貨物駅総務課の職員。國鉄の金を横領してギャンブルや女遊びでつぎ込み、金に困っていたところを手宮に利用されRJに発券機を横流ししていた。
内子 秀秋（うちこ ひであき）
九州鉄道公安隊・延岡分室の公安隊員。高千穂線幽霊騒動の際に警四の案内を担当していた。
あおいよりもリボルバーを綺麗に磨いているが使用したことは一度もない。
一人娘がおり、私立高校に通っている。
釜石 宮来（かまいし みやこ）
榛名研修所の食堂に勤めている女性。
石巻 亜美（いしのまき あみ）
直人たちの乗った「新特急谷川7号」の運転手。
太多（たいた）
直人たちの乗った「新特急谷川7号」の車掌。
烏山（からすやま）
大阪局鉄道公安隊本部長。
米坂 未遥（よねさか みはる）
福知山鉄道公安室・第二警備班に所属する公安隊員の女性。
伊東（いとう）
余部鉄橋を整備している「鉄橋守（てっきょうまもり）」と呼ばれる作業員の一人。

#### 第七遊撃班
境 大輔（さかい だいすけ）
国鉄に入社して2年目（公安に配属されて2年目）の職員。小海総裁からの拝命を受けて、「第七遊撃班」の責任者となる。

### RJ
士幌 邦夫（しほろ くにお）
RJ幹部の男性。名前は偽名で本名は日高。鉄道を愛しているが今の國鉄を快く思っていない。しかし東京駅でのひったくり犯（声 - 駒田航）を大宮駅でAEDで殴るなど、直人たちに協力するような一面もみせる。幅広い知識と深い思考を有するRJ随一のインテリである。10巻にて「國鉄リニア」の占拠を手土産に首相官邸に乗り込み國鉄の分割民営化の閣議決定を迫るも、警四の活躍により計画が失敗したと知ると素直に逮捕されている。16巻で内部調査局によって大阪へ護送している時にRJの残党に襲撃されて脱走を試みるも直人に逮捕されたが、ハンナ達に命を狙われて東京から富山の岩瀬浜へ直人と文絵と共に逃亡し、岩瀬浜で文絵によって直人が気を失っている間に逃走した。18巻で下北リプロセスプラントからプルトニウムガリウム合金を入手して核爆弾を作って手宮と千歳と共に貨物列車をレールジャックして直人達に制圧されて宇都宮駅で南武に身柄を確保されたが、根岸の指示によって公安隊員による狙撃で脚を負傷した。
手宮 りえ（てみや りえ）
RJメンバーの女性。士幌の部下。こちらも同じく偽名を使用している。日本の最高学府である東京帝国学院に在籍していた頃に士幌と出会い、士幌の考えに心を奪われRJの一員となった。10巻にて「國鉄リニア」を占拠するも高山たちの抵抗に遭い最終的に逮捕されている。士幌同様に逮捕後も本名は高山たちには明かされていない。17巻で手宮達を乗せた護送列車がRJの残党によって襲撃されて脱走し、18巻でレールジャックした貨物列車で車掌になりすますが、直人と共に制圧しに来たあおいと撃ち合いになり、貨物列車から転落して行方不明となる。
木原 良男（きはら よしお）
元RJメンバーの男性。RJを抜けるため軽井沢で公安隊に保護を求めてきた。RJによる大規模テロ（関東火力発電所同時爆破事件）の情報を提供した。
肝臓移植を控えた優奈（ゆな）という妹がいる。
添田（そえだ）
RJメンバーの男性。4巻での関東火力発電所同時爆破事件の首謀者。
千歳 健太郎（ちとせ けんたろう）
本社総務本部広報部宣伝課イベント係の係長。一週間鉄道公安隊長の広報部側担当者。鹿島乃亜の警護を高山たち警四に依頼し南紀白浜にまで出張させたが、真のターゲットは民営化反対を訴える元国鉄総裁・小海の孫娘はるかで、乃亜や直人もろとも始末する予定だった（この一件で直人にのみはるかの素性が明かされた）。RJの内通者であることが明らかになり逃走し指名手配されたため、地下活動をすることになった。8巻では國鉄会津線・湯野上駅近辺や会津あおい祭の会場である会津あおい鉄道神社に現れている。
9巻で警四に追い詰められ公安機動隊に逮捕されるも、10巻では取り調べ中に人質を取り「國鉄リニア総合指令所」を占拠している。ただし、計画が失敗したため、その後指令所に突入した特別強襲班により再び逮捕されている。17巻で手宮と共に護送列車から脱走し、18巻でレールジャックした貨物列車で手宮と共に車掌になりすますが、直人と共に制圧しに来た翔と乱闘になり、貨物列車から川へ転落して翔と共に行方不明となる。
広尾 亮一（ひろお りょういち）
RJメンバーの男性。15巻で余部鉄橋をミサイルによって破壊しようとしていた。

### 桐生鉄道高校
高山 直人（たかやま なおと）
#東京中央鉄道公安室第四警戒班（警四）参照
札沼 まり（さっしょう まり）
声 - 五十嵐裕美
旅客輸送科の2年生で直人のクラスメイト。録り鉄（音声録音メインの鉄道ファン）でピンクのICレコーダー片手に全国を旅行している。アテンダント志望で食堂車などの車内サービス会社「JAPAN食堂」でOJTを受けており、内定をもらっている。2巻では北斗星3号の食堂車アテンダントを務めていた際に事件に巻き込まれてしまう。その際に身を挺して救ってくれた翔のことが気になっており、3巻で直人に引き合わせてもらって以来プライベートでは翔と行動を共にしていることが多い。一方、直人にとっては「國鉄只見線へキハ40系見に行かないか」程度の誘いの電話をかけられる間柄だったが、最近はそれもなくなっていると8巻で語られている。
はるかとは直人を通じての友人ということで親しくなったが、あおいとは8巻で東北旅行へ同行した時も距離を置いていた。その後、10巻の「リニア事件」以降、距離を縮めた。
14巻の暴徒鎮圧訓練の際には、武装集団のリーダーを担当していた。
アニメ版では、直人のことをなんでも知っているという行動が目立ち、他の女性陣から嫉妬のような目で見られている。しかも彼女自身も直人に気があるような行動も目立つため、3人目のヒロインという流れになっていて直人に対してヤキモチを焼いたこともある。その一方翔との絡みはベルニナの事件がこちらでは物語終盤であったこともあり、対面こそしたものの、ほとんど関わらなかった。
吉備 香（きび かおり）
声 - 高野麻里佳
ファンブックの小説に登場する旅客輸送科の2年生で直人のクラスメイト。まりと同じく録り鉄で彼女とは親友。2人で青森の雪原まで寝台特急「北斗星」の走行音を録音しに行くほどの仲。
アニメ版では、鶴見線海芝浦駅で薬物取引の現場を目撃してしまったために誘拐されたが、まりと警四の活躍により救出されている。
福知山（ふくちやま）
直人の担任。54歳。薄くなった髪を七三に分け、整髪料でべったりと髪を固めている。
昔は國鉄で働いていたが、教職の道へと進んだ。
ファンブックの小説では文化祭で最新型のDF51のシミュレーターを担当していた。
紀勢 太一（きせい たいち）
直人が所属する蒸気機関車同好会の会長で、成績は直人より優秀だが國鉄OJTには応募していない。国鉄公安隊研修を受け、女子と親しくなった直人に「リア充」だと嫉妬している。翔に対してはあまり興味がないらしい。
京葉 幸一（けいよう こういち）
桐生鉄道高校1年生で直人の後輩にあたる。暴徒鎮圧訓練の際には公安機動隊側の副官を担当している。

### アテラ国関連
ベルニナ
声 - 今野宏美
地中海の小国・アテラ国の帝位継承権5番目の王子。容姿は金髪碧眼の美少年で、そのルックスは来日時に数々の女性を虜にするほど。札幌で行われる姉妹都市の調印式に参加するため日本を訪れた。はるかとはイギリス留学していた際のクラスメートで親友。鉄道が大好きで直人とも意気投合する。國鉄の北斗星に乗りたかったことと、警四のはるかが友人であるということから、北海道の移動中の世話と警護を警四が受け持つことになった。
実は女性であるが、このことは一部の関係者しか知らない秘密事項であり、はるかにも知らされていない。家族が事件に巻き込まれ安否不明になったショックからシャワー室で倒れた際、介抱した直人に裸を見られ、正体を知られることになるが、その後の紆余曲折を経て直人に好意を寄せるようになる。事件に巻き込まれた家族も安否確認が遅れたものの仕掛けられた爆弾が不十分だったため全員無事で、事件解決直後の記者会見で警四を含む國鉄を賞賛する発言をしたことで警四メンバーの処罰は回避されることになった。
5巻の冒頭では直人の自宅を訪問し自室にも通されたが、むりやりベルゲンに連れ戻されている。
8巻から9巻の間に警四メンバーがアテラ国を来訪しており、その際にあおいとも親しくなっている。
「國鉄レールジャック事件」では相次ぐ國鉄に対する世間からの批判を抑制させるため、同乗していたベルニナとその親衛隊がテロリストを制圧したと報道されている。
名前はスイスのレーティッシュ鉄道が運行する列車ベルニナ急行から。
高山・小海に対しては親しいことからパーソナルネームで呼ぶが、翔のことは姓で呼ぶ（桜井には小説では姓、漫画ではパーソナルネームで呼んでいる）。
ブルアー
アテラ国の国務長官。会議に出席するというの名目でベルニナに随行して来日したが、帝位継承権6番目の者と組んで上位の継承者の抹殺を企んでいた。帝位継承権の1番目から4番目にあたるベルニナの家族が乗った車に爆弾をしかけて崖から転落させ、最後に残ったベルニナを実行役を使って抹殺しようと目論んでいた。直人たちに気づかれることなく北斗星に乗り込み、車内で手違いにより連れ去ったはるかを人質に取りベルニナの身柄を要求するも警四の活躍によって実行役（声 - 拝真之介、駒田航、奥村翔）が倒され、その後実行役から何も連絡が無かったため南千歳で降りて千歳空港から逃げようとしたが、先回りして待ち受けていた警四メンバーに追い詰められ、ベルニナに国務長官の座を罷免されたことで逮捕された。
ベルゲン・ソフィ
ベルニナの身の回りの世話をしている、所謂お付のメイドで近衛隊隊長の女性。高千穂線廃線反対派の人たちを取り押さえるなど戦闘力も高い。直人とベルニナが親しくなるのを警戒している節が強く、ベルニナが直人に何か言いかける度に下手な日本語で邪魔しに掛かったり、直人のスマホに盗聴アプリをインストールするなど、ベルニナのこととなると行動力溢れる一面も持つ。ただし、短い時間であれば直人とベルニナが会話することは許している。
夏休みに直人たちがアテラを来訪した時に彼らと共闘しているが、その際に本人の前で「直人が気に入らない」旨の発言をしている。
アレクセイ・コスイギン
アテラ国に別荘を持つ、ロシアの総合企業「ガスシペア」の会長。筋金入りの鉄道ファンであり、金に物を言わせて実物の鉄道車両を100両ほど所有している。

### 乃亜とその関係者
鹿島 乃亜（かしま のあ）
声 - 茅原実里
4人構成のアイドルユニット「unoB（ユーノビィ）」のメインボーカルと作詞・作曲を担当。ユニット内での推しメンカラーはレッド。高校生であるが老若男女に人気があるため、國鉄のイメージキャラクターとして一週間鉄道公安隊長を務め、犬のけ〜よんとともに痴漢撲滅のポスターにも起用されている。9巻で警四メンバーを教官として公安隊短期講習を受け、正式な鉄道公安隊員となっており鉄道公安手帳を所持している。
6巻で別荘が襲撃された際には、襲われたマネージャーである成美の安否を気にするあまりパニックになり、自身や負傷した直人のことよりも成美の救助を優先させようとしたため、はるかに平手打ちされている。
アニメ版では登場が原作より早まっており直人に好意があるような仕草を見せ、4人目のヒロイン的なポジションとなっていて第12話ではあおい・はるか・翔・まりたちと共に直人の家に遊びに行っている。
ファンブックの小説では桐生鉄道高校の文化祭にゲストとして招待されており、アニメ同様直人に好意があるような仕草を見せている。
桜井や小海を姓に「さん」づけ、高山を「高山ちゃん」、翔を「翔君」と呼ぶ。
篠ノ井 真帆（しののい まほ）
アイドルユニット「unoB」のメンバー。ユニット内での推しメンカラーはブルー。ステージ上でもほとんどしゃべらない、クールな性格。
左沢 ゆりあ（あてらざわ ゆりあ）
アイドルユニット「unoB」のメンバー。ユニット内での推しメンカラーはイエロー。いつもニコニコしている、明るい性格。
相模 野々花（さがみ ののか）
アイドルユニット「unoB」のメンバー。ユニット内での推しメンカラーはピンク。メンバー内では最年少の15歳。
砂原 成美（さわら なるみ）
声 - 松井恵理子
unoBおよび乃亜担当の女性マネージャー。乃亜の熱狂的なファンの名前は記憶しており、何かあった時に渡すためのサイン入りの乃亜の生写真を持ち歩いている。
白浜でのイベントの際には、宿泊先の富良野社長の別荘で千歳たちに襲われて頭部に怪我を負っている。
富良野（ふらの）
乃亜たちの所属する芸能事務所「ポーラスター」の社長。砂原によると、以前はファンに優しかったが最近はお金のことばかりになっているらしい。
白浜の山中に別荘を持っている。

#### 乃亜のファン
肥薩 慎吾（ひさつ しんご）
乃亜のデビュー以来のファン。東京駅でのイベントの際にあおいに誤認逮捕された。その後、白浜でのイベントの際に乃亜のパンチラを盗撮していたところを再びあおいに取り押さえられ、東京駅のイベントでも盗撮していたことを自白した。
仙崎 竜也（せんざき たつや）
声 - 斎藤寛仁（アニメでの役名は「犯人」）
乃亜のファン。高校1年生で16歳。東京駅でのイベントの際にスタッフに紛れて会場に入り、ステージ上で乃亜を襲おうとしたが直人に取り押さえられた。その後、罵倒された怒りで富良野社長を殴りかけた際にはるかに優しく諭されたことではるかのファンになり、白浜でのイベントにまで来てはるかに花束を渡している。

### 高千穂町の人びと
花咲 桃世（はなさき ももよ）
高千穂の旅館広末の娘。高校3年生。警四の高千穂線における幽霊調査に自動車の運転手として協力する。8巻では、お見合いを断るため直人らに母親の実家で祖母が経営する湯野上温泉の旅館「本家・雪月華」への同行を依頼するがその結果、直人に好意を寄せることになる。
三江 竹媛（さんこう たけひめ）
高千穂峡近くのお土産屋を切り盛りしているおばあさん。周囲が國鉄に対し敵対的な目を向ける中直人らに協力しようとするが、廃線反対デモに参加する。
武豊 一馬（たけとよ かずま）
高千穂線の廃線に反対する地域住民団体「高千穂を守る会」（たかまる）の代表で、廃線反対デモの主導者。高千穂線を走っていた幽霊の正体である軌陸車を運転していたのは彼の息子だった。
工務店を営んでおり、直人らと和解したあと、あっさり駅舎を修理すると宣言する。

### 警察関係
桜井（さくらい）
警視庁警備部・部長、階級は警視長。あおいの父。
天草 みすみ（あまくさ みすみ）
警察庁警備局・外事情報部所属の女性捜査官。14巻でGTWの新型車両から密輸品を探していた。

### ゼネラル・トランスポート・ワークス (GTW)
エンパイア・ビルダー
アメリカの企業であるGTWの執行委員。17巻で國鉄を分割民営化させて取引相手を変えるべくGTWの私有軍隊「GTWS」にかつて所属していた人々に國鉄の駅を襲撃して取扱収入金を強奪させる。
レイス・クロエ
GTWの女性社員。新型車両のシートの中に武器を隠して密輸しようとしていた。
ハンナ
GTWの私有軍隊「GTWS」に所属する女性の傭兵。12巻では「新特急谷川7号」の乗客として登場し、車いすに乗った老女に変装して「小野田 ハンナ」と名乗った。16巻で士幌を殺そうと仲間と共に東京から富山の岩瀬浜へと追い詰める。

### その他の人物
北上 佳奈（きたかみ かな）
誠愛女子学園中等部の2年生。京浜東北線で痴漢の被害に遭っていた所をあおいに助けられ、以来彼女のことを「お姉さま」と慕っているが、同時に直人とあおいをお似合いだとも思っている。
4巻で、RJの添田グループに水江町駅に誘拐・監禁されたが、警四によって救出された。
5巻ではあおいを追いかけて高千穂に向かい、翔と一緒に行動していたためかなり仲良くなっていた。
あおいに「佳奈」、直人・はるか・奈々に「佳奈ちゃん」、翔に「北上」と呼ばれている。
大糸 友美（おおいと ともみ）
声 - 上田麗奈
日本臓器輸送システムの社員で看護士。前橋の病院へ移植手術用の肝臓を輸送中に土砂崩れのために軽井沢で足止めされていたが、2時間以内に臓器を届けなければ手術ができなくなるため、鉄道公安隊員に食い下がっていた。その後協力を申し出たはるかたち警四のメンバーに臓器の入ったコンテナを託している。臓器は無事にはるかたちの手で碓氷峠のふもとの横川駅で大糸の部下の日本臓器輸送システムのスタッフに手渡された。
宇部 勇（うべ いさむ）
川崎臨海鉄道の運転手。4巻の関東火力発電所同時爆破事件の際に入換用の機関車とともに警四に協力している。
桃世の祖母（ももよのそぼ）
会津・湯野上温泉の旅館「本家・雪月華」を経営している女将で桃世の母方の祖母。桃世がお見合いをかわすために彼氏と称して連れてきた鉄道関係者の直人を快く思っていなかったが、その実は桃世のカムフラージュを見破っており直人たちが公安隊員であることも耳に入っていた。直人が氷見に協力するために内緒で捜査をしていた際にあおいと親しくしているところを見かけ、犯人の前でつい「あんたたちは鉄道公安隊なんだろう」と口走ってしまい直人たちを窮地に追い込んでしまった。最終的に直人のことを気に入り、直人の説得を受け直人以上の相手を連れてくることを条件に桃世の見合いを延期した。
慎吾（しんご）
東京駅と中央郵便局を結ぶ専用地下鉄で、郵送などの仕事に従事している。氷見を追跡していたあおいの質問に最初は真面目に答える気がなくセクハラまがいのコメントをしたため、あおいに投げ飛ばされる。上役に当たる老人に注意された後は態度を改め、RJの千歳を追跡する警四のため積極的に協力する。
香椎 敦（かしい あつし）
11巻での「自衛隊車両行方不明事件」の実行犯。元・ケータイゲームソフトのプログラマー。
木次 守（きすき まもる）
マンション・ステーションパークタワー新宿の管理人。前・東京中央鉄道公安室室長。瞳や奈々の時の学生鉄道OJTを担当している。
本山 美月（もとやま みつき）
「新特急谷川7号」の乗客。
牟岐 英子（むぎ えいこ）
「新特急谷川7号」の乗客。
筑豊 治三郎（ちくほう じさぶろう）
「新特急谷川7号」の乗客。
大村 良明（おおむら よしあき）
「新特急谷川7号」の乗客。ハンナの執事。
垂井 司（たるい つかさ）
「新特急谷川7号」の乗客。
予土 絵梨（よど えり）
「新特急谷川7号」の乗客。
徳島 昭夫（とくしま あきお）
野々花の結婚相手。

### 『鉄道むすめ』からのゲストキャラクター
門田 さくら（もんでん さくら）
声 - 生天目仁美
テレビアニメ版第6話に登場。『鉄道むすめ』からのゲストキャラクター。1982年10月17日生まれ。警察官として、横断禁止の場所を横断したあおいを追いかけた。
本来は実在した「日本国有鉄道」鉄道公安室の後身にあたる警視庁地域部鉄道警察隊所属の設定であるが、本作では鉄道警察隊が存在しないため、街の交番に勤務する地域警察官として登場している。
久慈 ありす（くじ ありす）
声 - 藤村歩
テレビアニメ版最終話（第12話）に登場。『鉄道むすめ』からのゲストキャラクター。1984年11月3日生まれ。車掌長として、特急はつかり号に乗務している。車掌帽に髪を隠して乗務しているため、一見して判別がつきにくい。
本来は三陸鉄道の運転士であるが、本作では三陸鉄道の路線も第三セクター化されず國鉄の路線のままになっているため、國鉄の職員（車掌長）として登場している。
立石あやめ、鷹野みゆき、的場まりな、城ヶ崎なみ
『鉄道むすめ』からテレビアニメ版へのゲストキャラクター。あやめは第1話、みゆきとまりなは第2話、なみ（声 - 高野麻里佳）は第4話に登場。さくらやありすと違い、私服で登場するほぼ完全なモブキャラクターである。

## 用語

### 國鉄関連
國鉄（日本國有鉄道）
本作に登場する鉄道組織。モデルは国鉄。バブル景気までは経営も黒字で人員も不足しがちだったが、バブル崩壊後、経営は一気に赤字へ転落した。一時は20兆円の赤字を記録し、税金の無駄遣いであるという意見が大きくなったため、國鉄の味方をしていた国会議員は全て落選するなど、日本の政治に大きな影響を与えた。その後、國鉄が生み出したリーダー、小海総裁による大改革により借金を3兆円まで減らしたが、危機を脱出した瞬間に解任されてしまう。現在は再び借金が増え始めた。
國鉄はフィクションの設定であり、実際の国鉄とはまったく関係がない。
- 整備新幹線だった九州（博多 - 鹿児島中央）・北陸（高崎 - 直江津）・東北（盛岡 - 新青森）・北海道（新青森 - 新函館北斗 - 札幌）の各新幹線が開業しており、鹿児島中央から札幌まで結ばれているが、並行する在来線も経営分離化されずに存続している。
  - また、東海道・山陽新幹線の「のぞみ」及び山陽・九州新幹線の「みずほ」に相当する列車には「スーパーひかり」、長野新幹線の列車には、後に実際に北陸新幹線で運行される事となる「はくたか」という愛称がつけられている。

- 新在直通かは明言されていないが山形新幹線も開業しており、実車同様車両のドア部分に延長ステップが装備されている。
- 東北・東海道両新幹線が東京駅で接続されており、北海道・山陽・九州の各新幹線を含めて直通運転できるようになっている。
- 鹿児島中央駅の在来線部分の名称は西鹿児島駅として残されており、新山口駅は駅名が変更されず小郡駅のまま存続している。
- 複数の寝台特急・寝台急行・急行などが廃止されずに存続している。もしくは、一度廃止されたものの観光列車として復活した列車もある。ただし新幹線開業時には特急が廃止されることもある。
  - 例として、寝台特急でははやぶさ、北斗星、富士、あかつき（3往復）、彗星（2往復）、明星、きりしま、さくら、みずほ、瀬戸（ただし、東京―倉敷間の列車となっている）、あさかぜ（2往復）などが存続しており、寝台急行では高千穂や銀河などが残っている。急行では信州などがある。

- 碓氷峠の旧線が新線と接続されている。
- 途中で断念されたガスタービン動車が実用化されている（実在の試作車キハ391系をもとにしており、本作では営業用車両のキハ381系や國鉄リニアの救援用機関車として登場）。
- 未成線だった路線が開通していたり、未開業部分のある路線が全線開業あるいは開業予定となっている。また廃線は全く行われていない。
- 実際にはステンレス製の車両（国鉄末期に登場した205系を含む）が鋼製車として登場している。また、國鉄が製造した車両にはボルスタレス台車は採用されていない。
- 民営化後に登場した車両や架空の車両の形式名や系列名が国鉄式の呼称で登場している。
- KOKUKA（コクカ）というSuica（スイカ）等に相当する交通系ICカードが採用されており、私鉄との競合区間が多い関西などでは普及しているが、首都圏では自動改札機は人員削減に繋がるとの理由で有人改札が多いため、あまり普及していない。
- 東京駅の丸の内駅舎が開業当時のレンガ造りの姿に復元されている。
- 駅構内に様々な民間テナントが出店し総合モール化しており民営感覚が導入されている。
- 駅長や一般職員の制服が国鉄時代の物ではなくJR東海に近いデザインに変更されている。
- 湘南新宿ラインやりんかい線、上野東京ライン（作中では國鉄東京上野線と呼称）など実際には民営化後に開業した路線が存在している。
- 北斗星の電源車「カニ24」の側面（実車のJRマークがある部分）に巨大なJNRマーク（国鉄時代のもの）が張られている。
- 超電導磁気浮上方式の國鉄リニアが建設中で、10巻の試乗会時点でリニア甲府駅 - 橋本駅 - 東京駅までのリニア専用トンネル上下線が完成し、軌道の半分も完成、数年内に部分開業予定とされている。その後は約15年後に名古屋、30年後に奈良を経由して大阪まで延伸を予定。現実の中央新幹線とは異なり、都内は新宿付近の大深度地下を経て、東京駅の地下ホームへ至っている。
- ツバテッツ（声:古城門志帆）というツバメの姿をしたゆるキャラが設定されている。

國有鉄道公安隊
國鉄が有する鉄道公安組織。モデルは実在した鉄道公安職員（ただし制服はJR東海に近い明紺の現代的なデザインとなっている）。戦後増え続ける鉄道犯罪に対応するため、鉄道に詳しい國鉄職員から隊員を募り、鉄道内でのあらゆる事件を解決するために作られた。鉄道公安隊は司法警察権と銃器等の武装権を持っており、國鉄の敷地内であれば犯人を逮捕することが出来る。全体で約3000人の隊員がいる。
國鉄中央学園
西国分寺駅近くにあり、約10万平方メートル（およそドーム球場2個分）の敷地面積を持つ、運転士や車掌など國鉄職員の実地研修を行う施設。中央線から線路が引き込まれており実物の車両や施設を使った研修が行えるようになっている。また、実物の蒸気機関車（C62の2号機・3号機）を使用した大掛かりな投炭訓練用シミュレーターも設置されている。
現在では学生鉄道OJTの特設公安科課程研修などにも利用されている。
特設公安科課程
学生鉄道OJTで、鉄道公安隊に配属される前に学生が受ける30日間の事前研修。研修の内容は鉄道や法律関係などの座学、武道や射撃訓練（警察学校で行う）、自衛隊への体験入隊、蒸気機関車への投炭訓練、列車防護訓練など。
高度教育研修
鉄道公安隊に配属された者が参加することができる研修。研修は個別に行われ、短期講習より専門的な講習を受ける。警四の研修は安中榛名（テレビアニメでは軽井沢）で行われた。
東京中央鉄道公安室
直人たちが鉄道OJTに参加するために配属された場所。丸の内側北自由通路に存在する。1日に40万人が乗降する東京駅を担当するこの部署は公安隊の中でもトップクラスの人間が配属され、ここの室長を無事に終えると國鉄本社に戻り順調に出世できるという噂がある。
隊員数は70人で、第一捜査班・第二捜査班・第三警備班・第四警戒班に分けられている。直人たちは第四警戒班に配属となる。なお「東京中央鉄道公安室」は実在した組織である。
第四警戒班
東京中央鉄道公安室にある研修専用の部署。通称・警四（けーよん）。研修生がいない時期は飯田班長一人しかいない。ここ数年はOJTのためにやって来る学生を半年から1年の間面倒を見る。正規の隊員も同じ明紺の制服と、各自のイメージカラーのネクタイを着用し任務にあたる。 学生に危険なことはさせられないということで、お茶くみや受付、駅構内のパトロールがメインの仕事となるが、今回配属された面々（特にあおいと翔）のせいで、今年から方針が変更されつつあると噂されている。
公安機動隊
瞳が隊長を務める機動隊であり、犯罪者集団に実力で対抗する部隊である。OJTでの配属者はいない。その中に極秘扱いの「特別強襲班」（National Railway Special Assualt Team、略称:NRSAT）が存在し、テレビアニメではNRSAT用車両の専用線や格納庫も描かれている。なお「鉄道公安機動隊」も実在した組織である。
KOKUKA（コクカ）
國鉄が提供している交通系ICカード。しかし、関東大都市圏では使用できる自動改札の数が少ないため、あまり普及はしていない。桐生鉄道学校の生徒は登校する際に必要なカードで、遅刻をした際には記録が取られ、学校のデータベースに情報が送られるというシステムになっている。
なお、私鉄各線ではPANDA（現実のPASMOに相当）というICカードを発行している。しかし、國鉄との相互利用は出来ない。
RJ
作中に登場するテロ組織。國鉄の分割民営化を目標に過激な活動を繰り返している。元々は客のことを考えない國鉄の運行方法や高額な運賃に対する要求を裁判所や街頭デモで訴える平和な団体だったが、國鉄が全く取り合わなかったことで徐々に過激派組織に変わっていった。組織のロゴには現実のJRマークを左右反転させたようなものを使用している。
政治家を通じて國鉄の分割・民営化論争を繰り広げているグループと、テロによって一気に國鉄の解体を狙っているグループの2つに分けられる。
組織の構成員の多くは偽名を使用しており、かつ内部情報も非常に少ないことから全体像は鉄道公安隊でも把握していない。また、國鉄内部はおろか鉄道公安隊内にもRJの協力者がいるようで、多くの内部情報がRJに渡っていると考えられている（現に高山は、士幌にスマートフォンの番号が知られている）。政治家には國鉄の分割・民営化を歓迎する派閥が存在しており、RJの活動資金はそこから出ていると言われ、またテロを繰り返していながら一斉に検挙されないのも政治的圧力が働いているからと噂されている。
なお、テレビアニメ版では原作で警四と関わった場面の設定が変更されているため、全く登場しない。

### その他の用語
桐生鉄道高等学校
本作に登場する学校。直人やまりが在籍している。鉄道や交通に関する産業教育を行い、鉄道界で即戦力となる学生の育成を目的としている。普通科は存在せず、旅客輸送科と機関整備科のみ存在する。歴史はかなり古く、長期間にわたって男子校だったが、女性が鉄道の仕事にも増えてきたことを反映し、2002年より女子の入学が認められるようになった。共学へ変更した当初は女子の数は少なかったが、今では男女比1:1となっている。
学校の校門には自動改札機が設置してあり、ICカードのKOKUKAをかざすことで改札が開くという仕組みになっている。
校訓は「日本のダイヤは15秒単位！ 鉄道員は遅刻厳禁！」ということもあり、遅刻にはとてもうるさい。チャイムが鳴り始めると校門に設置されている自動改札は全て閉まってしまい、守衛がいる有人改札で遅刻証明を受け取ることで中に入れる。
部活は普通の部活に加え、「ローカル線研究会」や「廃線反対同好会」「スジ屋の会」、直人の所属する「蒸気機関車研究会（蒸気研）」など、鉄道趣味の細かいグループに分かれた部活があるのが特徴。
学生鉄道OJT
本作に登場する研修制度。高校2年生になった時点で鉄道会社にて働き、学生を早くから売り込むという仕組み。鉄道会社によってOJTの内容や期間が異なり、國鉄ではOJTに参加しなかった学生はほとんど就職できないほど、重要な研修となっている。OJT中に仕事でミスを犯すと、鉄道関連の就職がかなり厳しくなる。
アテラ
地中海に存在する小国で、ベルニナの母国。国土は日本における都市1つ程度と小さめであるが、産出されるレアメタルを使った電車などの大型モーター制御用の電子部品が世界で大きなシェアを持っているため、GNPは1兆円に達している。公用語はイタリア語。
昔は帝国だったこともあり、その名残から国家代表は現在でも「国王」ではなく「帝王」と呼ばれる。
國鉄はガスタービン動車のキハ381系を売り込もうとしている。國鉄からはすでに装甲車としてのキ100とその推進用としてDD53を購入している。

## 登場する鉄道車両
基本的に国鉄型の車両が多いが、JRの車両が登場する場合は形式が架空の国鉄方式の番号に変更されている。また、特にモデルのない架空の車両も登場する。

### 機関車

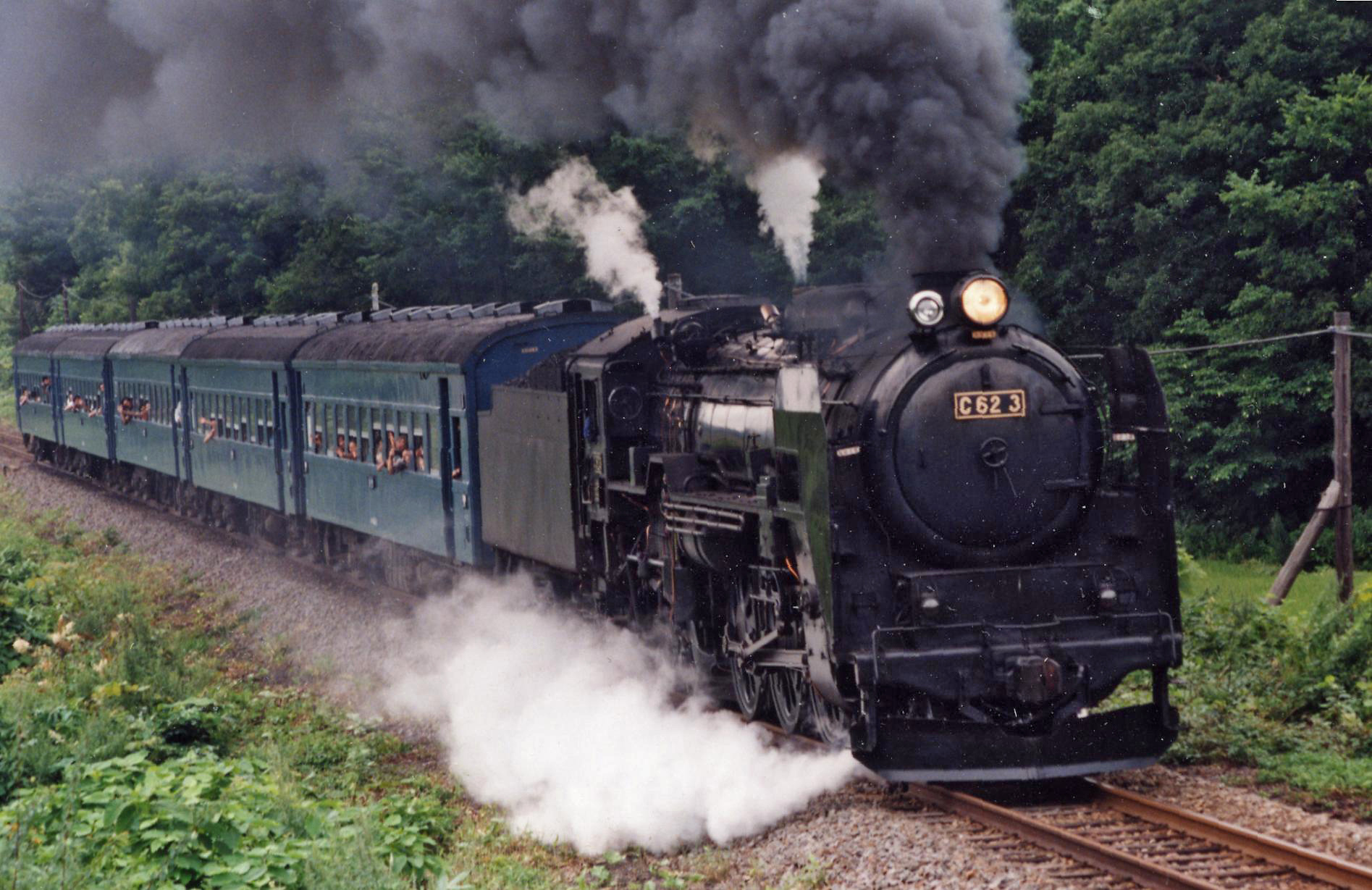
急行ニセコに使用される
C62形蒸気機関車3号機

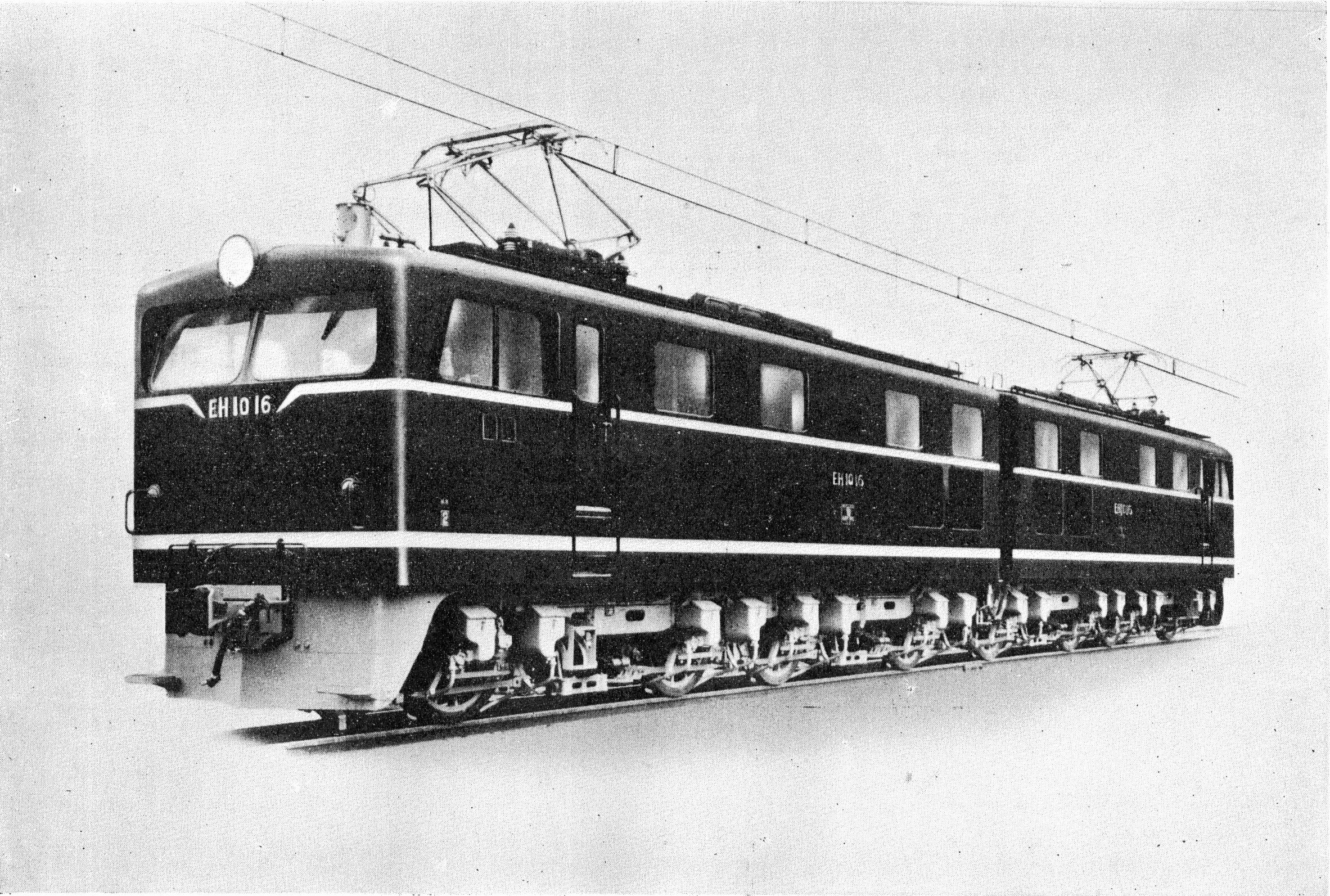
EH10形（量産機）

C57形
アニメ版で、直人とはるかが逃げ込んだ交通博物館（鉄道博物館に移行せずに存続している）に135号機が静態保存されていた。
C62形
短縮講習の際、投炭訓練用シミュレーターとして登場した蒸気機関車。原作やコミック版では2号機と3号機の並走、アニメでは雪の中を走る2号機と3号機の重連となっていた。
| 北斗星に使用されるDD51 |  | DD53形ディーゼル機関車 |
| 北斗星に使用されるDD51 |  | DD53形ディーゼル機関車 |

DE11形
テレビアニメに登場。國鉄足尾線の貨物列車の牽引機。
DD51形
八高線の貨物列車などを牽引している。また緑に塗られた車両が安中駅近くの亜鉛工場に出入りする燃料輸送列車に使用されている。
山陰本線の非電化区間の客車列車の牽引も担当している。
DF51形
DD51形がモデル（実際の日本国有鉄道でも、導入が計画されていた。）DD51形の動力台車を3軸台車に変更し形式をDF51形としているが、排気量やエンジン出力はDD51形に準拠している。北斗星の函館 - 札幌間を重連で牽引する。狭軌のディーゼル機関車では最強クラスの出力を誇る。塗色は国鉄色に細い白帯を一本追加し星マークを入れたものになっている。
アニメではNRSATの車両（3重連）にもなっており、黒い車体に金帯が入っている。側面には「BLACK BEAR」のロゴが入っている。また一般車も含めすべてのDF51形のヘッドライトが3灯になっており、運転席のドアが側面ではなくDD13形のように運転席右側正面になっている
DD53形
12巻では除雪用のラッセルヘッドを付けた状態で除雪しながら登場する。
2巻に登場したNRSATの車両は黒く塗られている。NRSAT用の車両はアニメではDF51形の3重連に変更されている。
13巻ではアテラ国の装甲車両となったキ100形の推進動力用の機関車として登場する。
| ED42形電気機関車（2007年 碓氷峠鉄道文化むら）  |  | （参考）EF510形501号機・北斗星塗装（2010年 大宮総合車両センター）   |
| ED42形電気機関車 （2007年 碓氷峠鉄道文化むら） |  | （参考） EF510形501号機・北斗星塗装 （2010年 大宮総合車両センター） |

DD16形
14巻では岐阜から美濃太田を経て越前大野まで甲種輸送の車両を牽引した。
ED42形
碓氷峠通過時の補助機関車として使用されたが、現在はアプト式が廃止されたためEF63形に後を譲っている。ただし軽井沢駅近くにある車庫内で國鉄屈指の運転体験シミュレーター用の機関車として4両が保存されており、急行「白山」という設定で茶色の10系客車8両を挟んで麓側3両・山側1両の各車両に1人ずつ分乗することで運転を体験することができる。またこれを模した軌道自転車のEB42形（通称:アプト君）の試作機が軽井沢駅に留置されており、警四メンバーはこれを使用して移植用の臓器（肝臓）を軽井沢から横川に届けた。
ED76形
寝台急行高千穂を含む九州内の交流区間の列車を牽引する。
ED79形
北斗星を含む青森 - 函館間（青函トンネル内）を通過する列車を牽引する。
EF63形
碓氷峠通過時、麓側である横川側に2両連結される補助機関車。北陸新幹線開業後も在来線の碓氷峠区間が存続しているため現役で使用されているが、16巻では後継機であるEH68形300番台の導入により廃車が進んでいる。
EF65形
5巻では500番台のP形（作中ではP型と表記）が寝台急行「高千穂」の牽引に使用されている。
14巻では同じく500番台のP形（ただし架空の3次車となる555号機）が川崎貨物駅から岐阜まで甲種輸送の車両を牽引した。
EF68形
EF510形500番台がモデルだが実車と異なり、パンタグラフが下枠交差型の直流専用機となっており、前面のナンバープレートはEF66形同様に逆三角形の標章と一体化したものが中央に取り付けられている。500番台は寝台特急「はやぶさ」・「富士」の牽引機であり、直流機の標準色である青15号の車体にクリーム1号の警戒色が塗装されている。その他に山岳区間用の1000番台が急行能登の運用に就いていることが16巻で言及されている。
EF81形
赤に流星マークの入った車両は北斗星の上野 - 青森間を牽引する。
300番台が関門トンネルで使われている。
EF82形
テレビアニメに登場。登場から年月の経った交直両用電気機関車EF81形の後継機とされている。主電動機にかご形三相誘導電動機RW1形を6機搭載し、1350tの列車牽引能力を有する。外観はほぼEF81形と同様でパンタグラフのみシングルアームになっている。NRSATで使用されているものは、黒い車体の側面に流星マークと「BLACK STAR」のロゴが入っている。
EH10形
公安機動隊の中の国鉄特別強襲班（NRSAT）の車両。愛称は「BLACK THUNDER」。60系を改造し気動車化した客車3両を牽引している。実車と異なり複数のジャンパ栓と双頭連結器を備えている。
M-497
アメリカで製作された、ジェットエンジンを搭載した機関車の試作機。
13巻では、コスイギンが所有する車両として登場する。
DD65形
川崎臨海鉄道のディーゼル機関車。
EF62形
碓氷峠前後の信越本線を直通可能な直流用電気機関車。新性能電気機関車として唯一3軸ボギー台車を履く。16巻ではラストナンバー機である54号機が登場し、急行「能登」を上野駅から直江津駅まで牽引する。劇中にて廃車が進み後継機であるEF68形1000番台への更新が進んでいることが言及されている。20巻では信越本線を走る荷物列車を牽引して登場し安中駅に臨時停車して警四のメンバーと榛名突撃隊百名を乗車させる。

### 電車

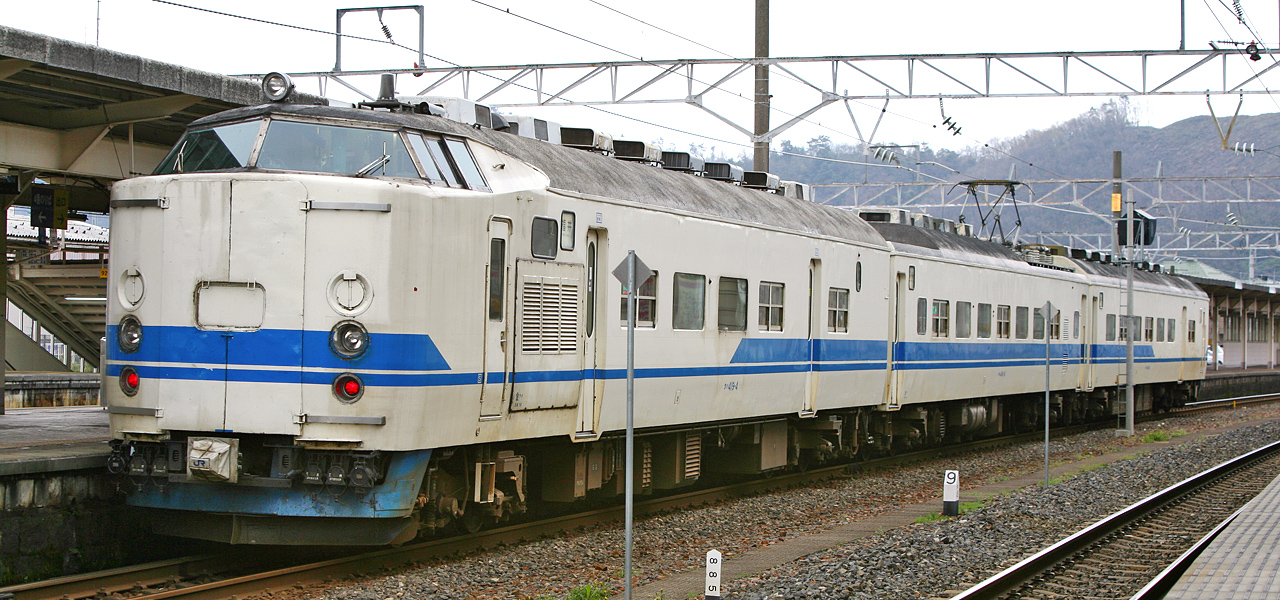
419系（敦賀駅）

| 115系湘南色（小山車両センター）  |  | 山手線用E231系500番台（ゲームセンターCX仕様）  |
| 115系湘南色 （小山車両センター） |  | 山手線用E231系500番台 （ゲームセンターCX仕様） |

72系
920番台の車両が鶴見線で使用されている。
101系
黄色い車両が72系920番台とともに鶴見線で使用されている。
103系
黄緑色の車両が横浜線や川越線で使用されている。水色の車両が関西の東海道緩行線で使用されている。

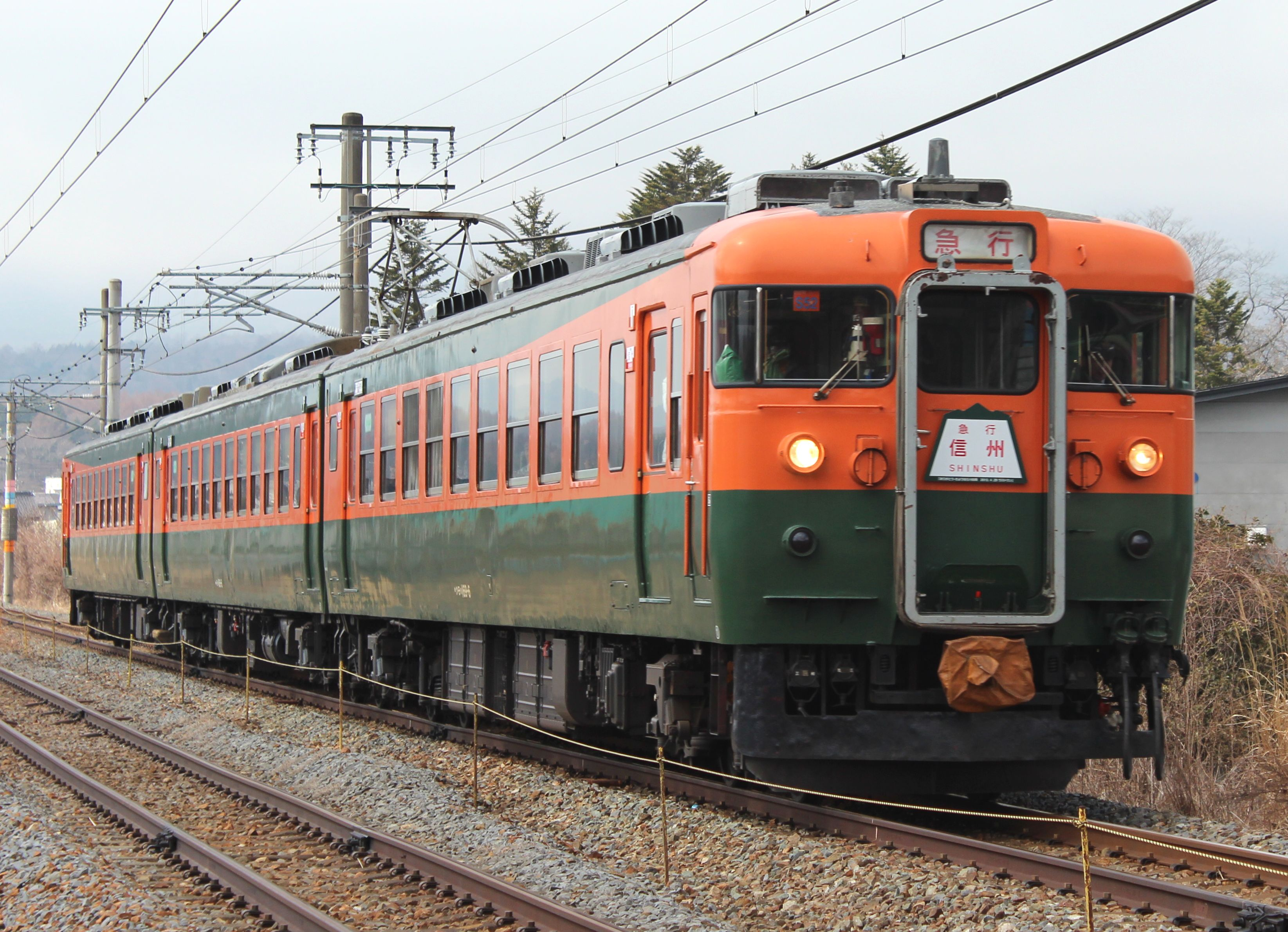
しなの鉄道169系湘南色
急行信州（リバイバル）

115系
湘南色に塗装され、高崎線で使用されている。丈夫に作られたため、直人らが子供のころから使用されている。
205系
実車と異なり、鋼製車となっているため、京浜東北線の車両は側面全体をスカイブルーに塗装されて使用されている。アニメ版では201系とされている。
231系
実在のE231系500番台に相当する車両。ステンレス製の幅広車体で、山手線の車両は黄緑6号のラインが引かれて使用されている。テレビアニメでは車両先頭に6ドア車両のステッカーが貼ってある。
233系
実在のE233系に形状が類似するが、鋼製車となっている。中央線快速用の車両は側面全体がオレンジバーミリオンに塗られており、常磐線用の車両はエメラルドグリーンに塗られている。東京上野線用の車両はオレンジに塗られており深緑色のラインが入っている。
157系
日光型電車と呼ばれた車両で、車両前面に貫通扉がない高運転席の設計になっている。塗装はクリーム4号と赤11号。
169系
165系にEF63形との協調運転用の機器を装備した車両で、警四メンバーが軽井沢へ行く際に乗っていた急行「信州」に使用されている。オレンジと緑に塗られている。
185系
| EF63と協調運転する185系 |  | 新幹線リレー号 |  | 「あずさ」塗装の189系 |
| EF63と協調運転する185系 |  | 新幹線リレー号 |  | 「あずさ」塗装の189系 |

200番台がそよかぜなどに使用されている。テレビアニメでは「なつかしの新幹線リレー号」（東京 - 大宮・第1話でひったくり犯が乗った列車）と「踊り子」に使用されている。また、踊り子に使用された185系にはグリーン車としてハイデッカー車両が連結されていた。
8巻では急行「日光」に使用される1570番台という157系と同じ塗色で先頭形状も同様の車両が登場する。
189系
白色をベースに、窓周りが水色の「あずさ色」の車両で、「あずさ」に使用されている。
351系
振り子式車両で「スーパーあずさ」に使用されるなど、E351系に類似するが、塗色はクリーム色と赤色の国鉄特急形車両の標準塗装である。
381系
振り子式車両で関西国際空港に向かうL特急「はるか」に使用されている。
419系
余剰になった583系を改造して作った通勤形車両。白い車体にスカイブルーの線が入った塗装である。
455系
磐越西線の急行に運用されており、キハ8000系とも併結できるようになっている。
485系
12巻では、故障した185系200番台の代替車両として6両編成が「新特急草津5号」に使用されている。
583系
國鉄初の寝台電車。6巻では白浜で行われている「世界万国パンダ博覧会」の観客の宿泊用に6両編成で「パンダドリーム号」として使用されている。
12巻では、故障した185系200番台の代替車両として6両編成が「新特急谷川7号」に使用されている。
991系
ゼネラル・トランスポート・ワークス（GTW）が製造した蓄電池駆動電車の先行試作車。鉄道公安機動隊への導入を想定した新型車両で、クモヤ991形・モヤ990形・クヤ990形の3両で構成される。

### 新幹線
0系
かつての新幹線車両で、既に引退している。
| 200系新幹線 |  | ドクターイエロー |
| 200系新幹線 |  | ドクターイエロー |

200系
白い車体に緑色のラインが引いてある。「なすの」などに使用されている。
北陸新幹線に入線する車両は青と赤のラインが入っており、1200番台として区別されている。このグループは「はくたか」などに使用される。
300系
名前は300系だが、車体は実在の700系と同様のエアロストリーム形状を採用している。新青森から鹿児島中央までを走る「スーパーひかり」に使用されている。東京駅長は蒸気機関車の時代から朝9時の特急列車を見送る慣習があり、作中では「スーパーひかり215号」がそれにあたる。
ドクターイエロー（925形）
テレビアニメに登場。ダイヤは非公表である。実車と異なりボンネット部分には923形のようにカメラが取り付けられている。
テレビアニメで警四メンバーが東京から大宮までひったくり犯を追う際に乗車している。

### リニアモーターカー

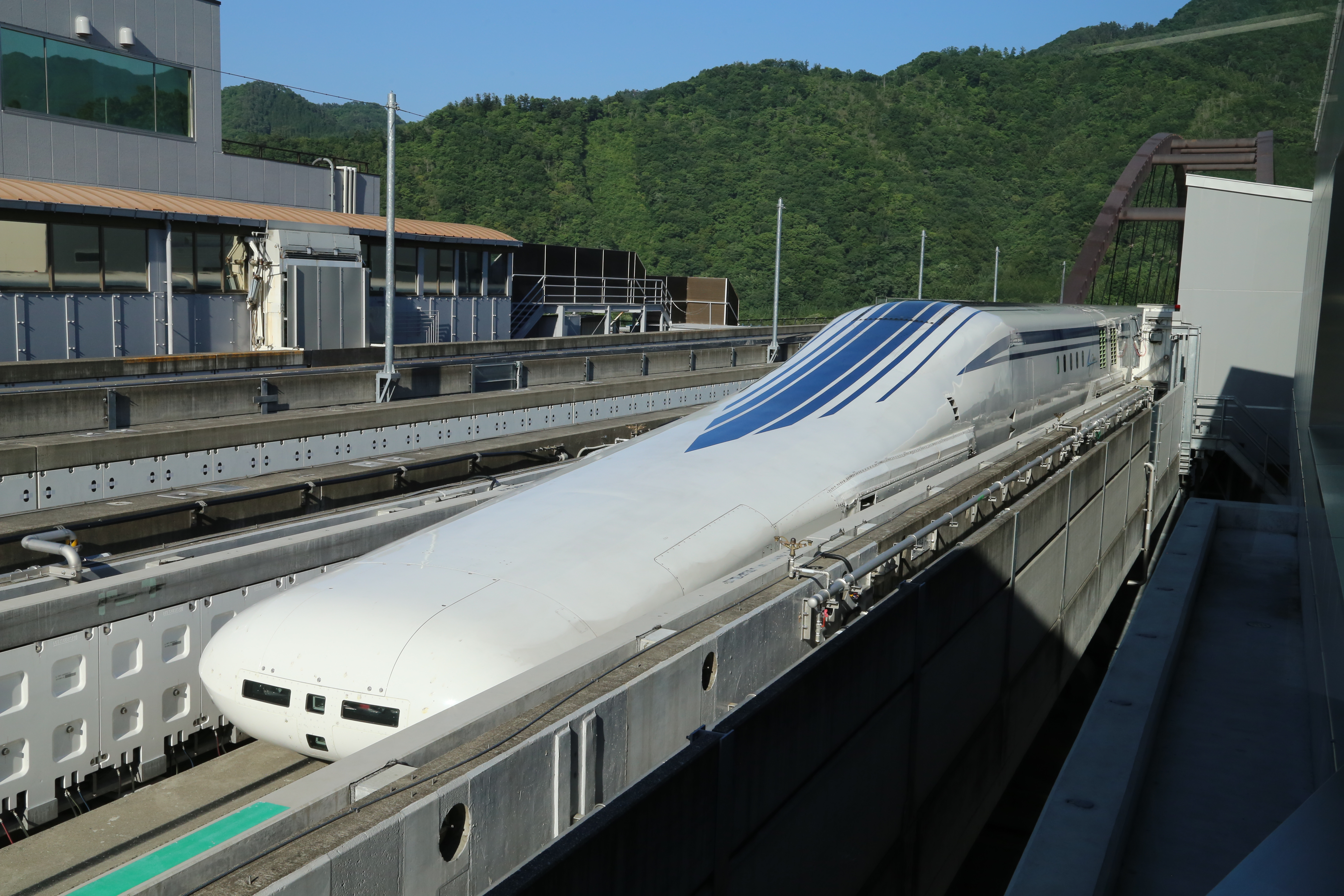
L0系
（リニア見学センター）

L0系
國鉄リニアの試乗会で登場。形式は國鉄L0-900系。営業用先行試作車のため「900番台」の番号が付与され、試乗会にはL0-901が使用された。6両編成で甲府方が1号車・東京方が6号車とされ、1〜4号車は指定席・5号車はグリーン車・6号車は「ホワイト車」と名付けられた國鉄最高級車両となっている。車体形状は実在のL0系にN700系の運転席を組み合わせたようなデザインになっているが、外観は実車と異なり白い車体に赤いラインが入っており、内装も壁や通路は白で統一され、シートは赤色で2点式シートベルトが備えられている。
車体が磁気シールドで囲まれているため、携帯電話は圏外になり使用できない。
基本的には國鉄本社地下の「國鉄リニア総合指令所」から遠隔操作で運転を行う。万が一に備えて先頭車両に運転台も設けられているが、扉の開閉や空調・照明の調整、車内放送の操作ができるのみで、運転操作は出来ない。また、非常用エアブレーキが各車両に2セットずつ装備されている。
外観が新幹線用の911形に似た、ガスタービンエンジンと思われる動力を搭載しタイヤタイプの車輪を装備した救援用機関車も用意されている。

### 気動車

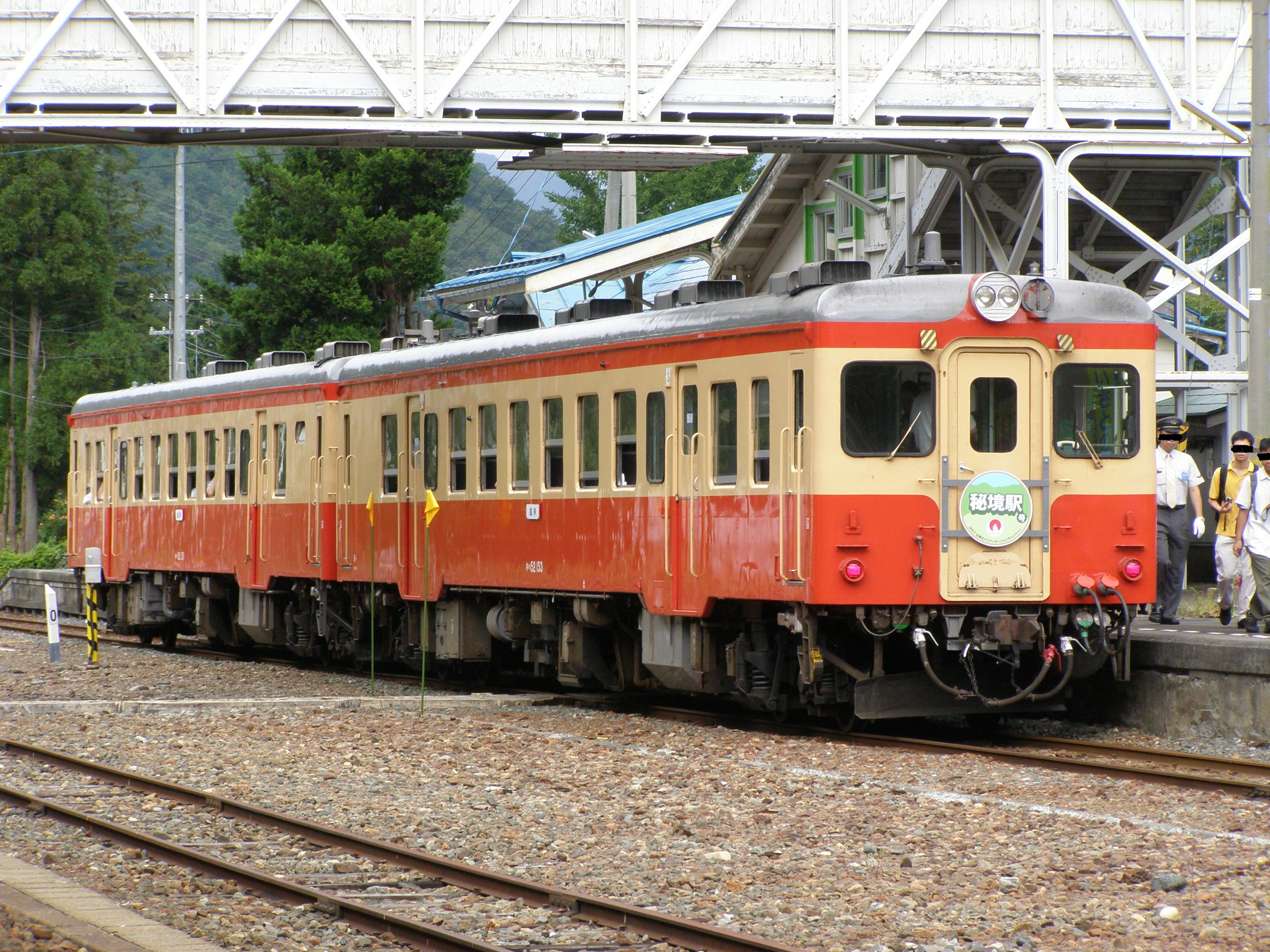
キハ52形

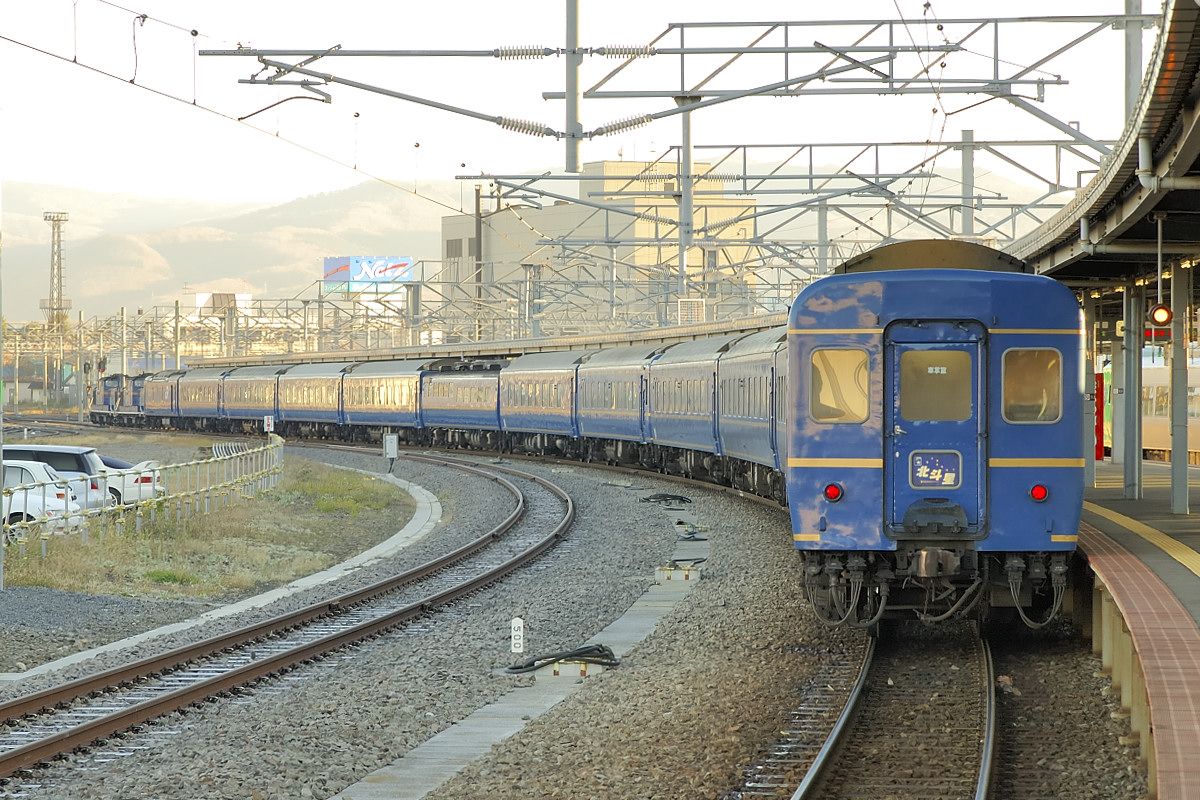
実際の北斗星（24系25形）

キハ08系
60系を改造した車両で、3両が鉄道公安機動隊の特別強襲班（NRSAT）で使用されている。現場到着まではEH10形に牽引されているが、突入などの際には切り離して単独で移動する。実車をモデルとしていることが明言されている。
キハ20系
キハ52形はキハ47形・キハ23形とともに國鉄高千穂線で使用されている。テレビアニメでは國鉄足尾線で使用されている。
キハユニ26形はキハ58系とともに國鉄高千穂線の急行「いわと」で使用されている。
キハ23形
キハ52形・キハ47形とともに國鉄高千穂線で使用されている。
キハ35系
キハ38形とともに八高線で使用されている。
キハ38形
キハ35系とともに八高線で使用されている。
キハ40系
キハ40形は胆振線や國鉄会津線・山陰本線などで使用されている。テレビアニメでは國鉄足尾線でも使用されている。
キハ47形はキハ52形・キハ23形とともに國鉄高千穂線で使用されている。
また、國鉄会津線ではキハ40系を改造したトロッコ列車も運行している。
キハ58系
キハ58形・キハ65形・キハ28形5200番台が國鉄高千穂線の急行「いわと」として使用されている。また、キハ58形・キハ28形が山陰本線の急行「但馬8号」として使用されている。
キハ181系
特急「あさしお5号」として使用されている。
キハ381系
國鉄唯一のガスタービン動車で振り子式車両。動力車は両先頭車のみだが最高時速120km/hで走行可能。客室のない両先頭車で食堂車やグリーン車を含む6両の付随車をはさんだ8両編成で新大阪 - 名古屋間（紀勢本線経由）の特急「くろしお」に使用されている。外観は先頭車がキハ81形、中間車はモハ381形がモデルとなっている。先頭車の後部側面には「GT381」というロゴ、その下には「Gas Turbine-system 380」と書かれている。
フランスの高速列車開発に触発されて國鉄が開発した特急型気動車。ヘリコプター用1200馬力ガスタービンエンジンと大型燃料タンクを搭載し、車両の重心を下げるため、中間車6両はアルミ合金製。山陰本線での走行試験では日本の気動車史上最速の158km/hの記録を出した。編成表は、キハ381・キサハ380（自由席）2両・キサシ380（食堂車）・キサロハ380（グリーン・指定席合造車）・キサハ380（指定席）2両・キハ381。
アニメでは、波動輸送用の車両として普通車のみの8両編成で青森 - 東京間の特急「はつかり」に使用されているが、車両が古いためトラブルが続発している。
キハ8000形
元は名護屋鉄道の車両だったが、國鉄が買い取り出力増強のうえ電車とも併結できるよう双頭連結器を装備し、185系1570番台を使用した急行「日光」との併結で上野から会津若松へ向かう急行「南会津」として使用されている。また通常は会津地区に配置されているため、磐越西線で455系などとの併結で運用されている。
なお実際に名古屋鉄道から会津鉄道に譲渡されたのはキハ8000系ではなくキハ8500形である。

### 客車
10系
軽井沢にあるED42形の運転シミュレーター用に急行「白山」という設定の茶色い10系客車8両が登場している。
12系
寝台急行高千穂で付属編成の座席車として使用されている。また寝台急行「だいせん6号」の座席車として使用されている。
14系
アニメ第12話で直人と奈々が乗った札幌 - 青森間の急行「はまなす」用の客車として登場している。
14系15形
寝台急行「だいせん6号」の寝台車として使用されている。
20系
寝台急行高千穂に使用されている。昇降ドアは手動で発車時には車掌補がドアを閉めて回る。連結器は作中では実車で使用されている密着自動連結器ではなく自動連結器となっている。電源車にはパンタグラフ付のカニ22形が使用されている。
24系25形
過去にはあさかぜ・はやぶさ・富士などにも使われていたが、現在は北斗星や出雲などに使用されている。
26系
E26系がモデル。実車同様、カシオペア用のステンレス製オールダブルデッカー車両。2巻でベルニナを札幌まで送り届けた後、札幌からの帰りに警四メンバーが乗車した。
28系
オールダブルデッカーの客車で、はやぶさに使用されている。26系を鋼製車にした車両で車体が青に塗装されており金帯が巻かれた、いわゆるブルートレイン。下り列車の最後尾の車両はスイートルームで、一泊約十万円するが、連日満席の人気ぶりをみせる。
マニ30形
現金輸送用の荷物車。倉賀野貨物駅に留置中の1両がRJにより偽造切符の印刷所に改造されていた。
マニ62形
川崎貨物駅発藤の井行の臨時高速貨物列車に連結されていた荷物車。
ストク9001形
九州鉄道がアメリカに発注した特別客車。「或る列車」という通称でも知られている。
13巻では、コスイギンが所有する車両として登場する。
マニ70形
急行能登の最後尾に連結されている荷物車。現代の宅配便事情に対応して床には電動ローラーが設置されており、車内へ直接フォークリフトで搬入が可能。

### 貨車
キ100形
単線用のラッセル式除雪車。
13巻ではアテラ国が國鉄から購入し装甲車として使用している車両として登場した。

### 自衛隊車両
キワ90形気動貨車
陸上自衛隊鉄道部隊・習志野第一〇一建設隊に所属し、國鉄から譲渡されたキワ90形気動車を改造したキワ94形とホキ3500形ホッパ車を棒連結器で連結し固定編成とした車両。

## 既刊一覧

### 小説

#### 本編
- 豊田巧（著） / バーニア600（イラスト） 『RAIL WARS! -日本國有鉄道公安隊-』 創芸社→実業之日本社〈創芸社クリア文庫→Jノベルライト文庫〉、全20巻
  1. 2012年2月1日第1刷発行（1月16日発売[14]）、ISBN 978-4-88144-150-3
  2. 2012年6月1日第1刷発行（5月15日発売[15]）、ISBN 978-4-88144-159-6
  3. 2012年10月1日第1刷発行（9月15日発売[16]）、ISBN 978-4-88144-167-1
  4. 2012年12月1日第1刷発行（11月15日発売[17]）、ISBN 978-4-88144-169-5
  5. 2013年3月1日第1刷発行（2月15日発売[18]）、ISBN 978-4-88144-173-2
  6. 2013年6月1日第1刷発行（5月15日発売[19]）、ISBN 978-4-88144-179-4
  7. 2013年10月15日第1刷発行（9月19日発売[20]）、ISBN 978-4-88144-182-4
  8. 2014年2月22日初版発行（1月31日発売[21]）、ISBN 978-4-88144-188-6
  9. 2014年7月22日初版発行（6月20日発売[22]）、ISBN 978-4-88144-192-3
  10. 2015年1月22日初版発行（2014年12月24日発売[23]）、ISBN 978-4-88144-201-2
  11. 2015年8月1日初版発行（7月11日発売[24]）、ISBN 978-4-88144-210-4
  12. 2016年1月15日初版発行（2015年12月24日発売[25]）、ISBN 978-4-88144-216-6
  13. 2016年9月20日初版発行（8月3日発売[26]）、ISBN 978-4-88144-220-3
  14. 2017年12月30日初版第1刷発行（12月15日発売[27]）、ISBN 978-4-408-55401-3
  15. 2018年8月10日初版第1刷発行（7月31日発売[28]）、ISBN 978-4-408-55436-5
  16. 2018年12月25日初版第1刷発行（12月14日発売[29]）、ISBN 978-4-408-55456-3
  17. 2019年7月30日初版第1刷発行（7月19日発売[30]）、ISBN 978-4-408-55488-4
  18. 2019年12月20日初版第1刷発行（12月13日発売[31]）、ISBN 978-4-408-55559-1
  19. 2020年7月15日初版第1刷発行（7月10日発売[32]）、ISBN 978-4-408-55602-4
  20. 2020年12月20日初版第1刷発行（12月12日発売[33]）、ISBN 978-4-408-55640-6

#### 新シリーズ
- 豊田巧（著） / daito（イラスト） 『RAIL WARS! A』 実業之日本社〈Jノベルライト文庫〉、既刊2巻（2022年1月20日現在）
  1. 「東京駅は燃えているか！」2021年3月12日発売[34]、ISBN 978-4-408-55650-5
  2. 「美女と散弾銃」2022年1月20日発売[35]、ISBN 978-4-408-55709-0

#### アナザーストーリー
- 豊田巧（著） / バーニア600（イラスト）、実業之日本社〈Jノベルライト文庫〉、既刊2巻（2022年7月21日現在）
  - 『RAIL WARS! Exp 警四☆トロピカル戦線！』2021年11月8日発売[36]、ISBN 978-4-408-55675-8
  - 『RAIL WARS! Exp 人型重機は國鉄の夢を見るか？』2022年7月21日発売[37]、ISBN 978-4-408-55739-7

### 漫画
- 豊田巧（原作） / バーニア600（キャラクター原案） / 浅川圭司（作画） 『RAIL WARS! -日本國有鉄道公安隊- The Revolver』 マッグガーデン〈ブレイドコミックス〉、全3巻
  1. 2013年11月9日発売[38]、ISBN 978-4-8000-0225-9
  2. 2014年8月9日発売[39]、ISBN 978-4-8000-0347-8
  3. 2015年4月10日発売[40]、ISBN 978-4-8000-0431-4

### ムック
- 『RAIL WARS! -日本國有鉄道公安隊- 公式ファンブック』2014年9月22日初版発行（8月19日発売[41]）、ISBN 978-4-88144-197-8

## テレビアニメ
2013年12月にアニメ化が発表され、『RAIL WARS!』のタイトルで2014年7月から9月までTBSテレビ、BS-TBSほかにて放送された。
監督は『ノラガミ』で絵コンテ・演出や『シドニアの騎士』でストーリーボードを担当した末田宜史、シリーズ構成は鈴木雅詞、キャラクターデザインはうのまこと、サブキャラクターデザインは小磯沙矢香、音楽は藤澤慶昌、3DCGはオレンジ、アニメーション制作は、本作が30分枠アニメ初制作元請作品となるパッショーネがそれぞれ担当する。また、『鉄子の旅』『ミラクル☆トレイン〜大江戸線へようこそ〜』で鉄道アドバイザーを担当したSUPER BELL"Zの野月貴弘が車内放送や駅アナウンスの声なども含めて本作に関わっている。
本編には本作と同じ鉄道作品『鉄道むすめ』の登場キャラクターたちが、モブキャラクターとして（門田さくらは第6話、久慈ありすは最終話に声付きで）登場している。

### スタッフ
- 原作 - 豊田巧「RAIL WARS!-日本國有鉄道公安隊-」（創芸社/創芸社クリア文庫刊）[46]
- 原作イラスト - バーニア600[46]
- 監督 - 末田宜史[46]
- シリーズ構成 - 鈴木雅詞[46]
- キャラクターデザイン・総作画監督 - うのまこと[46]
- サブキャラクターデザイン・総作画監督 - 小磯沙矢香[46]
- プロップデザイン - 高橋成世[47]、植田和幸[47]
- 美術設定 - 松本浩樹[46]
- 美術監督 - 渡辺幸浩[46]
- 色彩設計 - 佐野ひとみ[46]
- 撮影監督 - 浅川茂輝[47]
- 編集 - 柳圭介[47]
- CGディレクター - 越田祐史[46]
- 音響監督 - 郷文裕貴[47]
- 音楽 - 藤澤慶昌[46]
- 音楽プロデューサー - 伊藤善之[47]
- 音楽制作 - ランティス[47]
- プロデューサー - 石黒達也[47]、田中潤一朗[47]、山本洋之[47]、吉江輝成[47]、福田順[47]、田島宏行[47]、酒井賢一郎[47]、石垣毅[47]
- アニメーションプロデューサー - 林瑛介[47]
- アニメーション制作 - パッショーネ[46]
- 製作協力 - ポニーキャニオン、創芸社、ランティス、クロックワークス、ドコモ・アニメストア、スタジオマウス、パッショーネ、キュー・テック
- 製作 - ProjectRW![46]、TBS

### 主題歌
オープニングテーマ「向かい風に打たれながら」
作詞 - 畑亜貴 / 作曲・編曲 - 菊田大介 / 歌 - 茅原実里
エンディングテーマ「OVERDRIVER」
作詞・作曲・編曲・歌 - ZAQ
挿入歌
「Borderless Journey」（第4話）
作詞 - 畑亜貴 / 作曲・編曲 - 齋藤真也 / 歌 - 鹿島乃亜（茅原実里）
この曲の1番の歌詞は、原作の9巻に國鉄中央学園でのコンサートの場面で乃亜が歌った新曲として掲載されている。
「独りじゃない可能性」（第4話）
作詞 - 畑亜貴 / 作曲・編曲 - 下川佳代 / 歌 - 鹿島乃亜（茅原実里）
本編ではアカペラバージョンが使用された。

### 各話リスト
| 話数     | サブタイトル             | 脚本                  | 絵コンテ                    | 演出                                | 作画監督 |
| -------- | ------------------------ | --------------------- | --------------------------- | ----------------------------------- | --- |
| 第一話   | けーよんへようこそ！     | 鈴木雅詞              | 末田宜史                    | さんぺい聖 山岡実 山田雅之 木村寛   | 植田和幸、満若高代、鳥山冬美 藤原未来夫、中野典克、小野田貴之 黒田和也、小磯沙矢香                                    |
| 第二話   | ちょっとだけこうさせて   | 鈴木雅詞              | 末田宜史 星野真             | 喜多幡徹 重原克也                   | 近藤源一郎、満若髙代、福島勇 服部憲知、藤原未来夫、鳥山冬美 橋本和則                                                  |
| 第三話   | カッコよかったよ         | 鈴木雅詞              | 高橋丈夫                    | 荒井省吾                            | 渡辺るりこ、安達佑輔、徳田夢之介                                                                                      |
| 第四話   | 気に入っちゃったかもね   | 鈴木雅詞              | 星野真 清水空翔（歌パート） | 又野弘道                            | 小山知洋 |
| 第五話   | 見るんじゃないわよ       | 鈴木雅詞 ももいさくら | 平田豊 高橋成世             | 松本マサユキ                        | 飯飼一幸、尾方健一郎                                                                                                  |
| 第六話   | わたしが守ってみせるから | 鈴木雅詞 ももいさくら | 外山草 高橋成世             | 重原克也 山田雅之                   | 阿部可奈子、重原克也 森川侑紀、臼田美夫                                                                               |
| 第七話   | 似合ってたと思うけどな   | 鈴木雅詞              | 喜多幡徹 高橋成世           | 江島泰男                            | 山中正博、清水勝祐 重原克也、鯉川慎平                                                                                 |
| 第八話   | わたしが届けます         | 鈴木雅詞              | 高橋丈夫                    | 野木森達哉                          | 桜井正明、小川エリ、佐藤麻里那 満若高代、近藤源一郎、藤原未来夫 小野田貴之、中野典克                                  |
| 第九話   | ありがとう               | 鈴木雅詞              | さんぺい聖 末田宜史         | 五味伸介                            | 村上龍之介、五味伸介、井上なつみ 臼田美夫、藤原未来夫、佐藤麻里那 阪本望実、宮井加奈                                  |
| 第十話   | ヒミツにしてくれる？     | 鈴木雅詞 野嵜雅信     | 高橋丈夫                    | 五月女有作                          | 近藤源一郎、満若高代、櫻井拓郎 藤原未来夫、臼田美夫、佐藤麻里那 小川えり                                              |
| 第十一話 | つきあってあげるわよ     | 鈴木雅詞 野嵜雅信     | 高橋成世                    | 佐々木勅嘉 山田雅之                 | 小磯沙矢香、近藤源一郎、満若高代 臼田美夫、小川えり、小野田貴之 佐藤麻里那、櫻井拓郎、藤原未来夫 村上竜之介、森友宏樹 |
| 第十二話 | みんな待ってるよ         | 鈴木雅詞 野嵜雅信     | 西澤晋                      | 喜多幡徹 夕澄慶英 重原克也 末田宜史 | 森川侑紀、川島勝、臼田美夫 伊藤浩、阿部可奈子、依田正彦 満若高代、近藤源一郎、佐藤麻里那 小野田貴之、烏山冬美         |

### 放送局
| 放送期間                                       | 放送時間                              | 放送局         | 対象地域   | 備考                                                           |
| ---------------------------------------------- | ------------------------------------- | -------------- | ---------- | -------------------------------------------------------------- |
| 2014年7月4日 - 9月19日                         | 金曜 1:46 - 2:16（木曜深夜）          | TBSテレビ      | 関東広域圏 | 製作局 / 字幕放送実施                                          |
| 2014年7月7日 - 9月22日                         | 月曜 1:30 - 2:00（日曜深夜）          | サンテレビ     | 兵庫県     |                                                                |
| 2014年7月11日 - 9月26日                        | 金曜 2:51 - 3:21（木曜深夜）          | CBCテレビ      | 中京広域圏 | 字幕放送実施                                                   |
| 2014年7月13日 - 9月28日                        | 日曜 1:00 - 1:30（土曜深夜）          | BS-TBS         | 日本全域   |                                                                |
| 2014年8月2日 - 10月18日                        | 土曜 22:00 - 22:30                    | TBSチャンネル1 | 日本全域   | リピート放送あり                                               |
| 2015年2月12日 - 3月26日 2015年4月2日 - 4月30日 | 木曜 20:30 - 21:00 木曜 22:30 - 23:00 | AT-X           | 日本全域   | リピート放送あり / 2015年4月より放送時間が木曜 22:30からに変更 |

| 配信期間                 | 配信時間                   | 配信サイト         | 備考                                        |
| ------------------------ | -------------------------- | ------------------ | ------------------------------------------- |
| 2014年7月15日 - 9月30日  | 火曜 12:00 更新            | dアニメストア      | 製作協力 / 見放題サービス利用者は全話見放題 |
|                          |                            | ニコニコチャンネル |                                             |
|                          |                            | GYAO!              |                                             |
|                          | 火曜 23:30 - 水曜 0:00     | ニコニコ生放送     |                                             |
| 2014年7月30日 - 10月15日 | 水曜 0:00（火曜深夜） 更新 | バンダイチャンネル | 第1話無料 / 第2話以降は有料配信             |

上記のほか、日本国外へはCrunchyrollを通じて配信されている。

### 関連商品

#### BD / DVD
| 巻 | 発売日         | 収録話          | 規格品番   | 規格品番   |
| 巻 | 発売日         | 収録話          | BD         | DVD        |
| -- | -------------- | --------------- | ---------- | ---------- |
| 1  | 2014年9月17日  | 第1話 - 第2話   | PCXG-50431 | PCBG-51711 |
| 2  | 2014年10月22日 | 第3話 - 第4話   | PCXG-50432 | PCBG-51712 |
| 3  | 2014年11月19日 | 第5話 - 第6話   | PCXG-50433 | PCBG-51713 |
| 4  | 2014年12月17日 | 第7話 - 第8話   | PCXG-50434 | PCBG-51714 |
| 5  | 2015年1月21日  | 第9話 - 第10話  | PCXG-50435 | PCBG-51715 |
| 6  | 2015年3月4日   | 第11話 - 第12話 | PCXG-50436 | PCBG-51716 |

#### CD
| 発売日         | タイトル                                         | 規格品番                                                         |
| -------------- | ------------------------------------------------ | ---------------------------------------------------------------- |
| 2014年7月23日  | 向かい風に打たれながら                           | LACM-34239（初回盤） LACM-14239（通常盤） LACM-14240（アニメ盤） |
| 2014年8月20日  | OVERDRIVER                                       | LACM-34263（初回盤） LACM-14263（通常盤）                        |
| 2014年9月3日   | Borderless Journey                               | LACM-14267                                                       |
| 2014年9月24日  | TVアニメ『RAIL WARS!』オリジナルサウンドトラック | LACA-9358/9                                                      |
| 2014年10月22日 | TVアニメ『RAIL WARS!』Dual Sound Drama CD        | LACA-9372/3                                                      |

#### 設定資料
メロンブックスより下記3冊をセット販売。メロンブックス独占販売商品のため、書店・アニメショップでの販売は無い。
- THE ART OF RAILWARS! THE ANIMATION DIRECTOR アニメ 『RAILWARS!』 作画監督修正集
- アニメ 『RAILWARS!』 鉄道ワークス集
- アニメ 『RAILWARS!』 絵コンテ集
  - 編集：株式会社メロンブックス、監修：株式会社TBSテレビ・株式会社創芸社、監修・素材提供：株式会社パッショーネ、2015年3月28日 第一版発行

### 1ヶ月間ノンストップ! 『RAIL WARS!』毎日ニコ生
2014年6月6日から7月6日まで、ニコニコ生放送にて毎日配信されたPR番組。このうち6月30日配信分では第1話Aパートの先行上映を行った。

## ゲーム
RAIL WARS! -軽井沢より殺意を乗せて-
PlayStation Vita用ソフトとして、5pb.（MAGES.）から発売予定となっていたが制作状況により発売中止となった。当初は2014年11月27日に発売予定だったが、同年10月24日に発売日未定となったことがゲーム公式サイトで発表された。その後、2016年1月28日になって制作の進行の遅れ等により、発売は中止になったことが発表された。なお、ゲーム公式サイトでは発売中止の理由を『5pb.側の都合』とだけ説明していて、発売中止に至るまでの経緯については明らかにしていない。